# Fortnite
Fortnite (укр. Фортнайт) — онлайнова відеогра та ігрова платформа, розроблена американською компанією Epic Games і випущена у 2017 році. Гра отримала надзвичайну популярність через режим «Battle Royale», який у 2018—2019 роках перетворився в культурний феномен; у березні 2019 року у нього грали понад 250 мільйонів гравців, а сам режим отримав безліч нагород від різних премій.
Перший режим «Save the World» був випущений на Microsoft Windows і macOS та на консолях PlayStation 4, PlayStation 5, Xbox One і Xbox Series X/S, а решта також доступні й на портативних пристроях — Nintendo Switch, Nintendo Switch 2, Android і iOS. Гра розповсюджується переважно за допомогою цифрової дистрибуції за моделлю free-to-play.

## Опис гри

### Загальна інформація
Fortnite має багато ігрових режимів, що використовують єдиний ігровий рушій. Кожен з них має схожу графіку та художні ресурси. Частина режимів безпосередньо створюються та підтримуються Epic Games та її дочірніми компаніями, інші можуть бути створені користувачами за допомогою вбудованих у гру інструментів.
Вибір назви «Fortnite» в першу чергу пов'язують з тим, що у першому ігровому режимі, «Save the World», гравець має будувати оборонні форти (англ. fort) та захищатися від монстрів уночі (англ. night → nite). Деякі онлайн-ресурси зазначають, що назва гри пішла від терміну «фортнайт» (англ. fortnight), що означає 14 ночей, а також пов'язують з англійським словом «knight» (укр. лицар) через співзвучність.

### Режими Epic Games

#### Save the World
«Save the World» (укр. Урятувати світ) — PvE-режим, в якому гравець, сам, або з командою, виступає в ролі командира групи людей, яка прагне захистити людство від бурі та її створінь. Для цього він повинен знищувати різні види зомбі, будувати захисні споруди й майструвати зброю.
Герої поділяються на класи та мають активні й пасивні уміння, що відкриваються в «дереві навичок». Їх характеристики визначаються системою F.O.R.T (здоров'я, атака, броня, технології) і зростають із досвідом. Також поліпшення доступні через «дерево досліджень» і врятованих під час місій людей, яких можна залучати до бою чи на завдання.
Для будівництва та майстрування збирають дерево, камінь, метал та інші матеріали, що добуваються руйнуванням об'єктів. Є змога робити рідкісніші ресурси з більш поширених. Шукаючи схеми, гравець розширює свій набір зброї чи споряджень, які здатний створити й вдосконалити. Зброя і спорядження з часом зношуються і ламаються, та їх потрібно замінювати на нові, або переробляти на матеріали. Як і персонажів, зброю можливо покращувати шляхом витрати чипів досвіду.
За успішне виконання завдань гравці винагороджуються скринями, в яких знаходяться матеріали, чипи досвіду та вцілілі люди. Також їх можна відшукати під час виконання місій. Особливі скрині, виконані в формі лам-піньят, купуються за рентген-квитки та містять велику винагороду, схеми виробів, багато чипів досвіду і вцілілих. Також в грі присутні інші валюти: квитки подій, за які можна купити мінілам на тематику сезону, а також золото, за яке купуються додаткові предмети на кшталт героїв, вцілілих, креслення зброї, збільшення розміру складу та предмети для покращення інших предметів.

#### Battle Royale
«Battle Royale» (укр. Королівська битва) — PvP-режим в жанрі королівської битви. Подібно до інших ігор в жанрі королівської битви, «Battle Royale» пропонує гравцям взяти участь в масовому протистоянні на великій мапі — поодинці чи групами від двох до чотирьох осіб. Кожен матч починається з того, що всі гравці стрибають з летючого бойового автобуса над мапою. Маршрут польоту автобуса вибирається випадковим чином на початку матчу, що вимагає від гравців швидко визначити найкращий момент для стрибка з дельтапланом. Гравці починають раунд з киркою, якою можна руйнувати споруди й предмети, тим самим здобуваючи будівельні матеріали. Після приземлення гравці можуть оглядати будівлі та споруди в пошуку зброї, набоїв, матеріалів, медикаментів та інших речей.
Основною ціллю гри є залишитися останнім живим гравцем або командою, знищивши ворожі команди, або уникаючи їх. У грі наодинці гравці знищуються одразу, як тільки їхнє здоров'я повністю вичерпується, але в командних режимах вони стають «підбитими» і можуть бути відроджені товаришами по команді або добиті ворогами. Знищені гравці залишають на місці смерті свої предмети та ресурси. Будівельні матеріали (дерево, камінь та метал), як і в «Save the World», потрібні для будівництва укріплень; для їхнього видобутку потрібно руйнувати будівлі, дерева та інші споруди. Каталізатором битв у грі є буря, що поетапно звужується та зменшує безпечну зону, де гравці не отримують шкоди.
Режим «Battle Royale» має кілька варіацій, що присутні в грі на постійній основі:
- «Zero Build» — режим без механіки будівництва[45];
- «Reload» — стрімкіший режим з меншою мапою, розраховний на 40 гравців та з можливістю відродженням, поки хоч один із союзників живий[46][47][48];
- «Blitz Royale» — швидкий режим, орієнтований на смартфони, має малу мапу для 32 гравців, де всі починають гру з певним предметом, тематика яких змінюється щотижня[49][50];
- «Fortnite OG» — режим, який повертає мапу, зброю та інші предмети з перших сезонів гри[51].

Також в грі деколи з'являються тимчасові режими, такі як «Solid Gold», «Unvaulted», «Floor Is Lava», «Team Rumble», «50v50», «Food Fight», «Fly Explosives» тощо.
Режим «Battle Royale» початково був запущений без будь-якого сезонного розкладу, але починаючи з випуску другого сезону в грудні 2017 року, Epic Games додала новий вміст, який має нові косметичні предмети, нові елементи гри та зміни на мапі режиму приблизно на 10-тижневій основі, а також «бойову перепустку» для гравців.
За словами колишнього креативного директора гри Дональда Мастарда, від початку розробки «Battle Royale» Epic Games були зацікавлені у грі з довгостроковим сюжетом, але усвідомлювали проблему, коли більшість гравців буде зосереджено на базовій механіці гри. Вони вирішили зробити гравців свідками подій, а не центральними персонажами, дозволяючи розповісти історію за допомогою неігрових персонажів, яких гравці можуть побачити в грі, соціальних мереж чи навіть коміксів, створених у співпраці з DC Comics та Marvel Comics. Включення елементів сюжету змусило розробників планувати нові способи їхнього представлення, наприклад, одноразові події на всіх серверах, зміни мапи або спеціалізовані однокористувацькі місії.

#### LEGO® Fortnite
«LEGO® Fortnite Odyssey» (укр. LEGO® Fortnite: Одіссея), раніше просто «LEGO® Fortnite» — режим, що являє собою пригодницьку виживальну гру з відкритим світом, який частково створений з кубиків LEGO. У грі можна вільно досліджувати мапу, збирати ресурси (наприклад, деревину з дерев) та створювати з них споруди та інструменти, обороняючись від ворожих мобів (павуків, вовків, ведмедів, скелетів тощо). Для відновлення здоров'я можна вирощувати овочі та ягоди, а також готувати з них різні страви. Інколи в грі можна зустріти світлячків, які підказують гравцю місцезнаходження особливих скринь та лам з ресурсами. У лютому 2024 року до гри було додано механіку риболовлі, різні типи вудок та 15 видів риб, 26 березня того ж року оновлення додало до гри три види машин. Для цього режиму розробники адаптували понад 1200 костюмів та низку емоцій у стилі LEGO; як повідомляється, з часом кількість адаптованих предметів буде збільшуватись.
«LEGO® Fortnite Brick Life» (укр. LEGO® Fortnite: Життя з кубиків) — соціальна рольова гра, в якій гравці можуть взаємодіяти між собою та навколишнім середовищем: працювати на різних роботах, будувати та декорувати житло, їздити на машинах, ходити в спортзал, спілкуватися з неігровими персонажами тощо Багато новинних ресурсів порівнювали гру з GTA Online та Roblox.
«LEGO® Fortnite Expeditions» (укр. LEGO® Fortnite: Експедиції) — третій LEGO-режим у грі, являє собою кооперативний пригодницький режим для чотирьох гравців, кожен з яких обирає для свого персонажа один із трьох класів, що мають унікальні здібності. Гравці можуть відправитись на місію на одній з локацій з різними складностями, де їм необідно буде боротися проти хвиль ботів та босів. Після проходження місії гравці можуть покращувати здібності свого персонажа та купувати кращу зброю. Онлайн-видання порівнювали гру з Helldivers та Left 4 Dead.

#### Rocket Racing
«Rocket Racing» (укр. Реактивні перегони) — режим у жанрі перегонів, створений розробниками Rocket League, Psyonix. У ньому до 12 гравців змагаються на трасі, уникаючи перешкод і намагаючись фінішувати першими. Гравці можуть стрибати через перешкоди, а також їздити по стінах і стелях тунелів. Дрифтування на поворотах наповнює шкалу прискорення, що дозволяє короткочасно пришвидшитися. На відміну від багатьох інших ігор у жанрі перегонів, у «Rocket Racing» немає зброї чи інших предметів для здобуття переваги. Кожна траса має один з трьох рівнів складності: «новачок», «просунутий» або «експерт».
Машини та їхні деталі можна отримувати з «бойової перепустки», внутрішньоігрового магазину та за виконання місій. Для частини машин діє синхронізація між Fortnite та Rocket League: якщо гравець одержує машину у Fortnite, він одержує її також і у Rocket League, та навпаки. Спочатку гра мала сезонні оновлення із новими трасами й нагородами, однак у жовтні 2024 року Epic Games оголосили про припинення розробки майбутніх тематичних оновлень — акцент змістився на рейтинговий режим і підтримку мап, створених спільнотою.

#### Fortnite Festival
«Fortnite Festival» (укр. Фестиваль Fortnite) — ритмічна гра, створена в співпраці зі студією Harmonix, що включає три режими: «Main Stage», «Jam Stage» та «Battle Stage». У кожному з них гравець може обрати пісню для виконання та роль — вокал, ударні, соло-гітара або бас.
- У режимі «Main Stage» від 1 до 4 гравців виконують пісню, натискаючи кнопки в такт нот. Правильні натискання підвищують рахунок і множник комбо[76]. Є чотири рівні складності — від легкого до експертного, в останньому замість чотирьох клавіш потрібно натискати п'ять[78]. Для гітар доступна професійна версія з підтримкою гітарних контролерів й ускладненим розташуванням нот[80]. Після коректного натискання певної кількості нот гравці отримують можливість активувати режим підсилення, що тимчасово підвищує особисті й командні множники[76][81]. З січня 2025 року в режимі доступний локальний багатокористувацький режим на PlayStation та Xbox[82].
- У «Jam Stage» гравці можуть створювати мешапи з різних пісень, комбінуючи різні доріжки з різних пісень, при цьому темп і тональність можна змінювати[83]. Використовувані тут «Jam Loops» є водночас і емоціями, які можна використовувати також в інших режимах[83]. Спочатку режим вимагав участі до чотирьох гравців, але з квітня 2025 року створення мешапів стало доступним і для одного гравця[84].
- «Battle Stage» — це змагання на вибування серед 16 гравців, які грають до чотирьох випадкових пісень[85]. Режим підсилення тут дозволяє атакувати суперників і спотворювати їхні результати[85]. Після кожного раунду найгірші гравці вибувають, а перемагає гравець із найвищим фінальним рахунком[85].

Гра має сезонну систему. Кожен сезон присвячений конкретному артисту і має свою «музичну перепустку». Пісні можна розблоковувати з «музичної перепустки», «бойової перепустки», а також купувати у внутрішньоігровому магазині. Також гравцям доступний безплатний перелік пісень, що оновлюється щодня і дозволяє грати деякі пісні, не маючи їх у своєму інвентарі.

#### Ballistic
«Ballistic» (укр. Балістика) — шутер від першої особи, в якому п'ять нападників мають встановити пристрій точки розлому та змусити його вибухнути, а п'ять захисників мають завадити цьому. Перед початком гри гравець може обрати один із п'яти гаджетів, що надаватиметься йому на початку кожного раунду. Гравці не відроджуються після смерті до наступного раунду, а перемога в раунді можлива також через повне знищення команди супротивника. Перед початком раунду гравці можуть придбати зброю та спорядження (пістолети, дробовики, гранати тощо), а стрільба є точнішою при нерухомому положенні, що наближує гру до стилістики Counter-Strike та Valorant. Матч виграє команда, яка першою здобуде сім перемог у раундах.

### Інструменти для створення режимів
Fortnite надає можливість створювати ігрові режими будь-кому. Гравці можуть заходити у користувацькі режими безпосередньо з меню вибору режимів, де вони відсортовані за категоріями та за популярністю, або ввівши 12-значний код режиму.

#### Creative
«Creative» (укр. Творчий режим) — внутрішньоігровий інструмент для створення режимів, що був випущений 6 грудня 2019 року. Редагування світу відбувається за допомогою мобільного телефону, який персонаж тримає в руці. Матеріалами для дизайну рівнів у «Creative» слугують галереї з різними моделями та заготовки з цілими будівлями, які творці можуть розміщувати, копіювати та вставляти, переміщати та стирати. Для створення механізмів, алгоритмів та автоматизації в інструменті також приступні різні пристрої. Творці можуть повністю змінювати правила своїх островів в налаштуваннях. На кожному острові присутнє обмеження пам'яті (кількості об'єктів). З початком сьомого сезону і до кінця першої глави, в кожного гравця був острів «The Block» площею 25×25 плиток, творіння гравців на цьому острові могли потрапити на мапу «Battle Royale», а саме на її північний схід (а потім — на північний захід).

#### Unreal Editor for Fortnite
«Unreal Editor for Fortnite» (укр. Редактор Unreal для Fortnite), скорочено UEFN, неофіційно «Creative 2.0» — інструмент, що являє собою повноцінний редактор Unreal Engine, який спеціально оптимізовано для створення режимів у Fortnite. Вийшов 22 березня 2023 року. На відміну від «Creative», в UEFN можна завантажувати власні моделі та текстури, дизайн рівнів відбувається через редактор, а для створення ігрового процесу використовується мова програмування Verse, а не пристрої з десятками параметрів. Творці також можуть змінювати ефекти, статистику зброї, інтерфейс гри тощо. Ще однією відмінністю від «Creative» є те, що режими, створені в Unreal Editor, потребують завантаження на пристрій.

## Розробка

### Ранні стадії
Вперше Fortnite було анонсовано на врученні нагород Video Game Awards 2011, де провідний дизайнер Epic Games Кліфф Блезінскі презентував її перший трейлер. Гра описувалася як схожа на Gears of War 3 з новим візуальним стилем та елементами будівництва захисних споруд та їхнього захисту. У 2017 році креативний директор Epic Games Дональд Мастард сказав, що це оголошення було зроблене «через три тижні після того, як нам прийшла ідея, ще до того, як ми навіть зробили гру». Під час створення гри продюсер Роджер Коллум розповів, що гра виросла з використання двох популярних жанрів: ігор-пісочниць, таких як Minecraft і Terraria, та ігор-стрілялок, таких як Gears of War, щоб створити щось нове.
Під час Comic Con в липні 2012 року в Сан-Дієго Epic Games оголосила, що Fortnite вийде ексклюзивно для комп'ютерів і буде першою грою, розробленою Epic Games з використанням власного нового ігрового рушія Unreal Engine 4, вихід якого було заплановано на 2013 рік. Розробка гри була розпочата на рушії Unreal Engine 3, але згодом була переведена на Unreal Engine 4.
Fortnite розроблявся кількома дочірніми студіями Epic Games, спільно з польською студією People Can Fly, яка раніше працювала з Epic Games над попередніми іграми. People Can Fly була повністю придбана Epic Games у 2012 році й у 2013 році була перейменована в Epic Games Poland. Станом на березень 2014 року над грою працювало близько 90 розробників. People Can Fly знову стали незалежною студією та повернули свою назву у 2015 році, але продовжували допомагати Epic Games у розробці Fortnite.

### Перехід під Tencent
Рання розробка Fortnite зіткнулася з низкою перешкод. По-перше, Epic Games почала використовувати Fortnite як полігон для тестування нового Unreal Engine 4, що сповільнило розробку. Ще одним фактором було визнання того, що для підтримки інтересу до гри необхідно мати глибокі системи для покращення персонажів, подібно до комп'ютерних рольових ігор. Автори гри залучили дизайнерів із популярних масових багатокористувацьких онлайн-ігор, щоб отримати інформацію про те, як створювати такі системи. Найбільшою проблемою стало зменшення інвестицій в Epic Games від китайської технологічної компанії Tencent у 2012 році, в результаті чого ряд керівників високого рівня пішли з компанії. Epic визнала, що їм потрібно перейти на модель «гра як послуга», а Tencent досягла успіху з цією моделлю в Китаї й погодилася допомогти Epic Games в обмін на значну частку в компанії. За словами Дональда Мастарда, Epic Games вирішила використовувати Fortnite як провідник до моделі «гра як послуга» для Epic, що створило додаткові перешкоди в розробці. Крім того, у зв'язку зі зміною керівників, для Fortnite були потрібні нові лідери команди розробників. Даррен Саґґ, наприклад, детально обговорював різні ігрові системи з Кліффом Блезінскі, який керував розробкою. Після звільнення Блезінскі Саґґу довелося взяти на себе роль головного розробника, щоб спробувати продовжити бачення, яке мав Блезінскі. Род Ферґюссон, який залишив Epic Games після зменшення інвестицій Tencent у 2012 році, заявив, що якби він залишився в Epic Games, він би, ймовірно, скасував розробку Fortnite до цього моменту.
Водночас Epic Games прийняли кілька рішень щодо ігрового процесу Fortnite — розробники розглядали ідею проходження мінігри гравцями для завершення будівництва, проте згодом було вирішено, що гра буде успішнішою, якщо будівлі будуть будуватися самостійно. Також в планах було додати різні режими гри, як в Gears of War 3, але вони були обмежені рушієм гри.
У листопаді 2013 року Epic Games оголосила, що не випустить Fortnite цього року, проте розкрила нову дату випуску та підтвердила, що гра все ще знаходиться в розробці кількома її студіями. Віцепрезидент з видавництва Epic Games Майк Фішер сказав у 2015 році, що Epic Games визнала, що вони «занадто рано анонсували цю гру», і що її тривалий період розробки був обумовлений «дуже поважними причинами». В травні 2014 року виданню Game Informer було підтверджено, що гра буде випущена за моделлю «гра як сервіс».
За словами Дональда Мастарда, до 2014 року Fortnite був «досить функціональним прототипом». Epic Games розуміли, що для завершення гри все ще знадобиться близько трьох років, не тільки для доопрацювання та збалансування гри, але й для додавання необхідних елементів для моделі «гра як сервіс». Щоб допомогти розробці та отримати відгуки гравців, Epic Games використовувала серію закритих періодів альфа-тестування: «Online Test 1» проходив з 2 по 19 грудня 2014 року, а «Online Test 2» — з 24 березня по 14 квітня 2015 року. Після демонстрації на WWDC 2015 восени 2015 року Epic Games розпочала закрите бета-тестування Fortnite на Mac. У цих тестуваннях брало участь приблизно 50 000 гравців.

### Випуск гри у ранній доступ

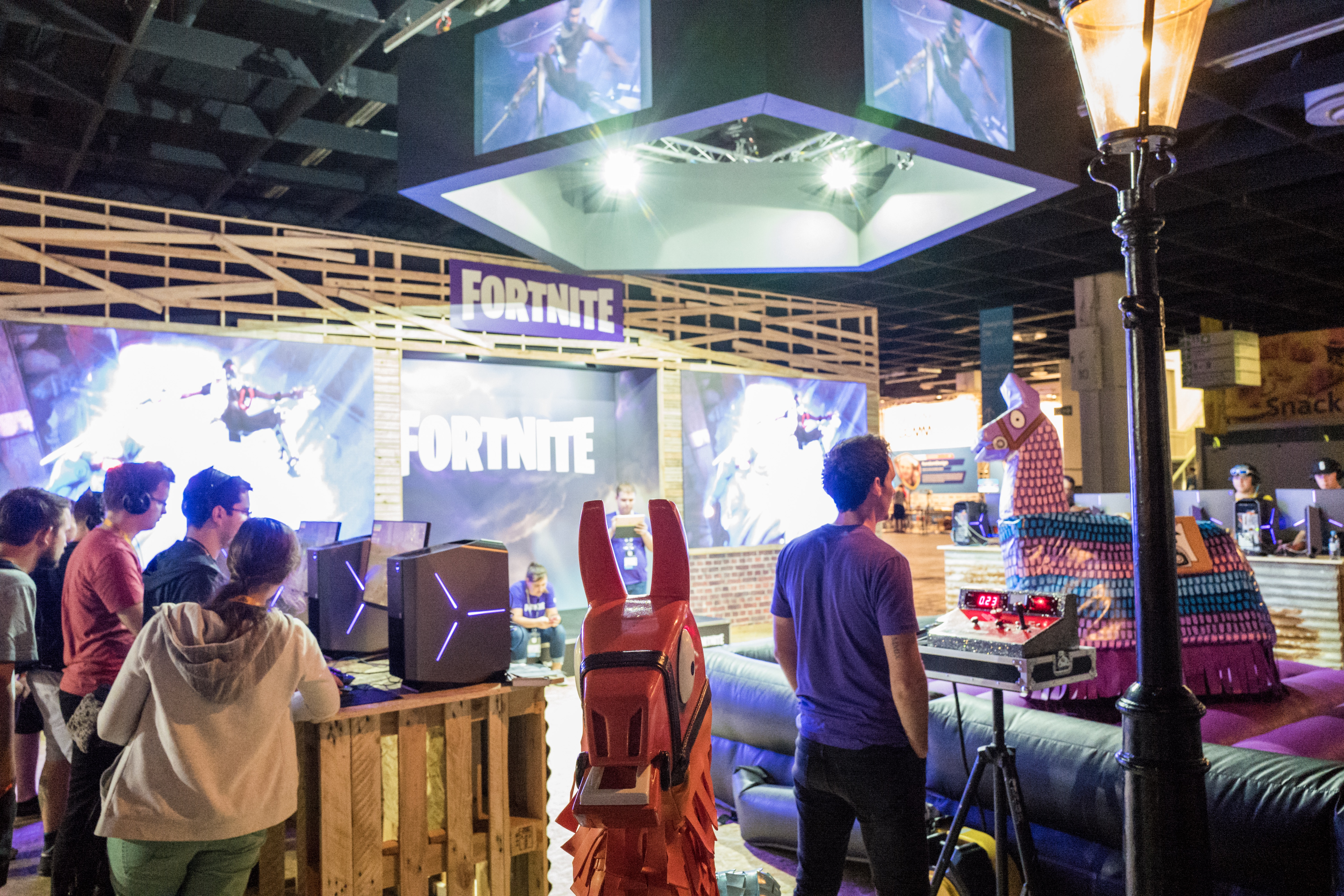
«Save the World» на Gamescom 2017

У червні 2017 року Epic Games оголосила, що Fortnite планується випустити у 2018 році безоплатно на Windows, macOS, а також на консолях PlayStation 4 і Xbox One. Гра стала доступна для всіх в платному ранньому доступі починаючи з 25 липня 2017 року, а гравці, які замовили «Набір засновника», отримали доступ до гри 21 липня. За словами креативного директора Дональда Мастарда, тривалий період з моменту альфа-фаз гри був пов'язаний з підготовленням Fortnite до моделі «гра як сервіс». Хоча гра була в хорошому стані протягом двох років до цього, Epic Games хотіла мати можливість підтримувати інтерес до гри, розробляючи контент для гравців, наприклад події з унікальними нагородами, дотримуючись підходу, який використовується в іграх League of Legends і Warframe. Оскільки гру вже було анонсовано раніше у 2014 році через Game Informer, Epic Games вирішила не використовувати свій час та простір на виставці Electronic Entertainment Expo в червні 2017 року для повторного анонсування гри, побоюючись, що вона загубиться в потоці інших ігор і новин з виставки. Натомість маркетингова команда Epic Games працювала з Twitch та іншими стримерами відеоігор, щоб надати їм ранні копії гри для просування на своїх каналах до випуску гри 25 липня 2017 року. Однак за кілька тижнів до цієї дати Epic Games визнала, що гра все ще не готова до випуску, в неї можна було грати, але контент був не повний. Замість того, щоб продовжити розробку, Epic Games вирішила випустити гру в платний ранній доступ 25 липня 2017 року, щоб отримувати активні відгуки про гру під час її розробки. На момент початку раннього доступу Gearbox Software допомагала розповсюджувати гру на фізичних носіях.

### Створення режиму «Battle Royale»
Під час фінальної частини розробки Fortnite, в березні 2017 року на персональних комп'ютерах у ранній доступ була випущена гра PlayerUnknown's Battlegrounds (PUBG), яка швидко стала популярною та успішною, ставши яскравим прикладом жанру королівської битви. За словами Дональда Мастарда, команда Epic Games «любила королівські битви, такі як PUBG», і досліджувала, як вони можуть створити подібний режим на рушії Fortnite. Вони доручили цю справу окремій команді розробників, яка не пов'язана з PvE режимом. Розробкою режиму «Battle Royale» керував Ерік Вільямсон з Заком Естепом. Їхньою метою було створення режиму королівської битви з основного режиму «Save the World», відклавши будь-які складні функції, щоб якнайшвидше запустити новий режим. «Battle Royale» розроблявся разом з командою Unreal Tournament близько двох місяців після виходу режиму «Save the World» в липні 2017 року. Основні відмінності від «Save the World» полягали в тому, що «Battle Royale» мав більш обмежений арсенал, невелику кількість пасток і більш гладку та природну місцевість на мапі. Розробники також хотіли, щоб ігри тривали не більше 25 хвилин, що призвело до рішення не переносити деякі елементи з «Save the World». Рішення додати механіку будування укріплень було прийняте не знаючи, як гравці будуть використовувати її, оскільки безпечна зона буде зменшуватися, але швидко виявили, що ця механіка допомогла відрізняти гру від PUBG і часто використовувалася гравцями для перемоги в матчах.
Спочатку Epic Games планувала включити «Battle Royale» у платний набір Fortnite та оголосила про цей підхід публічно на початку вересня 2017 року. Лише за два тижні до її виходу Epic вирішила зробити її безплатною, побоюючись, що, якщо вона буде платною, це сповільнить зростання її популярності. Epic Games офіційно оголосила про цю зміну приблизно за тиждень після першого анонсу «Battle Royale», дозволяючи тим, хто придбав ранній доступ до Fortnite саме через цей режим, відшкодувати кошти. Розробники PUBG, Bluehole, були занепокоєні, оскільки вони тісно співпрацювали з Epic Games для підтримки Unreal Engine 4 у PUBG і були стурбовані тим, що Fortnite може додати заплановані функції до свого режиму «Battle Royale» до того, як вони будуть додані в PUBG.
Режим «Battle Royale» був вперше випущений у ранній доступ у вересні 2017 року й привернув до себе значну увагу на початку 2018 року, після чого Epic Games виокремили команду розробників, яка зосередилася на його покращеннях. Epic Games розповіли, що їхня надмірна увага до Fortnite призвела до зменшення кількості гравців в деяких інших їхніх іграх; це призвело до скорочення зусиль щодо розробки цих ігор, зокрема Paragon. У січні 2018 року Epic Games оголосила, що закриває Paragon у квітні того ж року, надавши відшкодування всім гравцям. Аналогічно, Epic Games оголосила, що зупинила розробку запланованої безплатної гри Unreal Tournament, а її команда перейшла до Fortnite, хоча гра залишається доступною для гри та відкритою для модифікацій кінцевих користувачів. Користувачі форуму Reddit, присвяченого Fortnite, висловлювали занепокоєння, що подібна доля може спіткати режим «Save the World», оскільки оновлення цього режиму були набагато меншими за «Battle Royale». Ед Зобріст з Epic Games сказав, що станом на березень 2018 року рівень підтримки «Save the World» був високим і зріс з моменту випуску «Battle Royale», і з того часу компанія покращила зв'язок з гравцями, створивши дорожню карту та список відомих помилок.

Простір Fortnite на E3 2018

У жовтні 2018 року Epic оголосила, що безплатний випуск «Save the World» відбудеться принаймні до 2019 року. Це було зроблено для того, щоб переконатися, що гра готова прийняти великі групи нових гравців. Значне оновлення для гри, яке було випущено в листопаді 2018 року, мало на меті переробити більшу частину інтерфейсу, забезпечивши певну автоматизацію та корисні поради за допомогою нещодавно представлених персонажів, загонів уцілілих та інших видів діяльності. У січні 2019 року в систему лам-піньят була внесена зміна, що дозволила гравцям знати, які предмети вони отримають від них, подібно до рентгенівського знімка; вміст таких лам змінюється щодня.
30 червня 2020 року розробники заявили, що режим «Save the World» виходить з раннього доступу, залишаючись платним, розробка нових оновлень сповільниться, і режим перейде на щорічний режим повторюваних сезонів.

### Випуск «Creative»
Режим «Creative» був офіційно представлений 5 грудня 2018 року, за кілька годин після того, як про неї сказав австралійський ютубер Lachlan. Epic Games співпрацювали з дев'ятьма ютуберами, щоб створити демонстраційні відео про режим. Власники «Бойової перепустки» змогли грати в «Creative» вже з 6 грудня, а гравці без неї могли приєднатися до островів, створених гравцями з «Бойовою перепусткою». Для всіх гравців режим був випущений 13 грудня 2018 року.
Під час розробки режиму «Creative» Epic Games надавала перевагу швидкому завершенню розробки, а не створенню ідеального режиму. Через це після випуску було кілька помилок. Через зосередженню на швидкості, Epic Games створила систему наборів блоків замість повного їх переліку, який можна побачити в інших іграх зі схожим режимом. Epic Games змогли запустити «Creative» раніше, ніж планувалося. Після запуску цього режиму Epic Games випускали багато оновлень, виправляючи помилки, додаючи нові будівлі, пристрої та нові типи островів.
Epic Games інколи використовували «Creative» для проведення низки рекламних заходів, таких як віртуальні концерти, а також співпрацювали з Time, щоб створити спеціальну зону Fortnite, присвячену святкуванню 58-ї річниці промови Мартіна Лютера Кінга «Я маю мрію» 28 серпня 2021 року.

### Технологічний прогрес гри
Оскільки Fortnite є єдиною актуальною грою Epic Games, розробників рушія Unreal Engine, у гру періодично вводились нові передові технології: у листопаді 2019 року до гри була додана підтримка Microsoft DirectX 12; у грудні 2021 року гру перенесли на Unreal Engine 5; а за рік, у грудні 2022 року, гра перейшла на Unreal Engine 5.1, отримавши нові графічні технології Nanite, Lumen, віртуальну мапу тіней та тимчасову високу роздільну здатність.
10 березня 2023 року завершилася офіційна підтримка грою пристроїв з операційними системами Windows 7 та Windows 8, через їхні проблеми у безпеці та відсутність сучасних технологій.

### Unreal Editor for Fortnite та перетворення на платформу
22 березня 2023 року на події «State of Unreal 2023» офіційно було представлено редактор Unreal Editor for Fortnite (UEFN), повноцінний редактор рівнів на Unreal Engine 5, який суспільство прозвало «Creative 2.0». Ця можливість дозволила авторам режимів у «Creative» створювати більш гнучкі мапи та детально редагувати всі функції, змінювати інтерфейс, статистику зброї, додавати власні ресурси та текстури за допомогою візуального редактора та мови програмування Verse. Щоб грати в режимах, створених в UEFN, гравцям необхідно спершу завантажити їх на свій пристрій, на відміну від звичайного «Creative», де використовуються вже завантажені разом із грою можливості. З виходом «Creative 2.0» можливість публікувати та монетизувати свої режими стала доступна не лише учасникам програми «Підтримки авторів», а всім, хто відповідає певним критеріям і пройшов процес перевірки.
Протягом 2023 року відбулися значні зміни у внутрішньоігровому виборі режимів, були додані лічильники гравців на мапах, сторінки авторів, пошук за тегами та за назвою. Також розробники виконали редизайн інтерфейсу, націлений на просування створених гравцями режимів, і ввели індивідуальні вікові рейтинги для кожного режиму. Багатьох гравців обурили ці зміни, які вони прозвали «Roblox-фікацією», зокрема через заборону використання певних косметичних предметів у режимах з низьким віковим рейтингом. 21 листопада Epic Games визнали, що обрали неправильний підхід до обмеження косметичних предметів, та дозволили використовувати майже всі предмети на будь-яких мапах, доки не буде знайдене довгострокове рішення.
У грудні 2023 року до гри були додані три нові офіційні режими: виживальна гра «LEGO® Fortnite» (7 грудня), розроблена спільно з The Lego Group; аркадні перегони «Rocket Racing», розроблені Psyonix (8 грудня); і ритмічна гра «Fortnite Festival» з режимами «Main Stage» та «Jam Stage», розроблена Harmonix (9 грудня). 13 червня 2024 року було додано третій режим гри в «Fortnite Festival», «Battle Stage». 12 грудня 2024 року відбувся реліз соціальної рольової гри «LEGO® Fortnite Brick Life» та перейменування оригінального «LEGO® Fortnite» на «LEGO® Fortnite Odyssey». Третій LEGO-режим, «LEGO® Fortnite Expeditions», було випущено 18 червня 2025 року. 11 грудня 2024 року в ранній доступ було випущено перший офіційний режим з камерою від першої особи — шутер «Ballistic».
У березні 2024 року було оголошено про численні покращення в UEFN, включно з додаванням технології MetaHuman від Unreal Engine, а також розширенням бібліотеки ресурсів Lego, Rocket Racing та Fall Guys. Epic Games також заявили про свій намір розробляти сезони «Battle Royale» в UEFN з кінця 2025 року.
Згідно з офіційною статистикою за 2024 рік, 36,5 % або 5,23 мільярда годин від загального часу проведеного у грі всіма гравцями припадає на режими створені в Creative та UEFN. Також за 2024 рік зі 352 мільйонів доларів США виплачених Epic Games за програмою виплат творцям режимів, 20 625 творців режимів отримали виплати більше ніж 100 тисяч доларів США, 58 з яких заробили більше мільйона доларів США. Найпопулярнішим жанром у користувацьких режимах є змагальні жанри, схожі на «Battle Royale» («Box Fights», «Zone Wars», «Build Fight») — 70 % від часу проведеного в режимах Creative та UEFN припадає на цей жанр, проте популярність небойових жанрів поступово зростає. Важливою проблемою з якою стикаються творці є копіювання різних режимів, що вже стали популярними, задля заробітку. Зокрема, Чарльз Гамбро, генеральний директор компанії GEEIQ, що допомагає компаніям створювати свої режими, сказав — «Fortnite стала відомою завдяки своєму режиму „Battle Royale“, і в одному аспекті це чудово, тому що завдяки цьому режиму гра стала дуже-дуже успішною — але вона здобула свою базу користувачів саме завдяки цьому режиму, а зараз переходить до екосистеми та платформи з багатьома режимами гри. Зрештою, Roblox також не був спочатку тим, чим є зараз; Roblox починався як пісочниця з декількома режимами гри. Тому, на мою думку, причина, чому в Fortnite таке помітне копіювання режимів, полягає в тому, що більшість гравців звикли грати в „Battle Royale“».
Велика кількість компаній використовує функціонал UEFN для створення своїх режимів у Fortnite, зокрема в грі присутні офіційні режими від Nike, Mentos, Манчестер Сіті, Тетріс тощо. Також під час президентських виборів у США 2024 року, команда кандидатки Камали Гаррріс випустила режим «Freedom Town», щоб заохотити молодь. У березні 2024 року в рамках ініціативи United24 було створено режим «The Donation Map», де було відтворено майдан Незалежності — режим використовував систему виплат за проведений гравцями час у грі, щоб зібрати кошти на відновлення амбулаторії в селі Прибужжя Миколаївської області.

## Кіберспорт

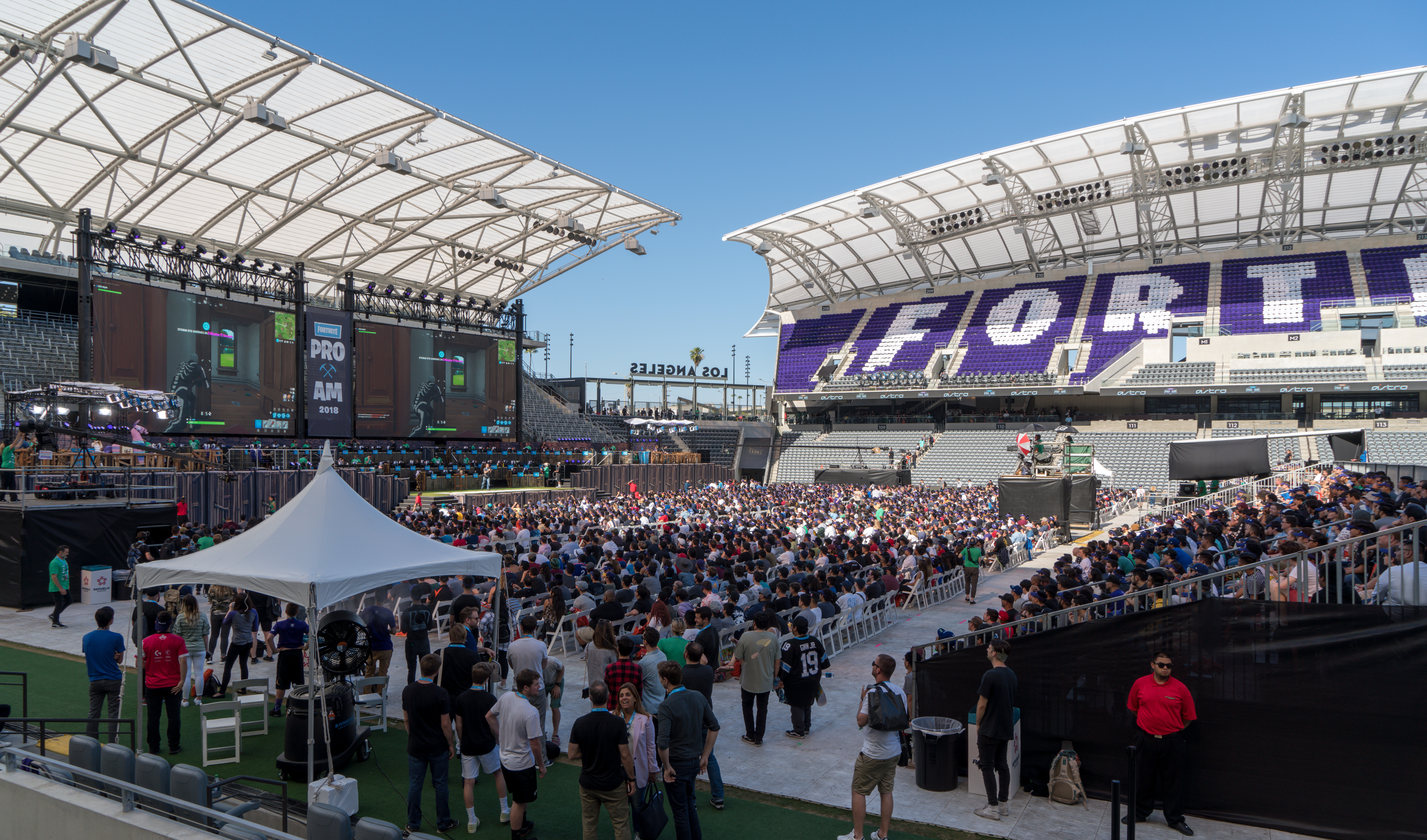
Стадіон «Fortnite Pro-Am» на E3 2018

Одним із перших професійних кіберспортивних змагань з Fortnite став захід «Fortnite Pro-Am», який відбувся 12 червня 2018 року в режимі «Battle Royale» під час E3 2018. У турнірі взяли участь 50 знаменитостей у парі з 50 найкращими стримерами, які змагалися за призовий фонд у розмірі 3 мільйонів доларів США, що був переданий благодійним організаціям команд-переможців. Цей турнір був організований після успіху стріму від Ninja у березні 2018 року, де він грав разом зі знаменитостями. Ninja та його напарник Marshmello стали переможцями цього змагання. Додаткові заходи Pro-Am відбулися на E3 2019 у червні 2019 року. У травні 2018 року Epic Games оголосила про виділення 100 мільйонів доларів США на фінансування турнірів протягом року, щоб допомогти перетворити «Battle Royale» на повноцінну кіберспортивну дисципліну. У середині 2018 року Epic Games запустила серію турнірів «Summer Skirmish», що проходили протягом восьми тижнів у різних форматах, із загальним призовим фондом у 8 мільйонів доларів США. Хоча перший турнір був призупинений через технічні проблеми, а другий супроводжувався звинуваченнями у шахрайстві, які пізніше не підтвердилися, Epic Games продовжила розвивати сцену. 21 вересня 2018 року вони запустили другу серію турнірів «Fall Skirmish» з призами до 10 мільйонів доларів США.
Ключовою віхою став «Fortnite World Cup 2019», анонсований у лютому 2019 року, з кваліфікаційними раундами у квітні-червні 2019 року. Фінал відбувся на стадіоні Артура Еша в Нью-Йорку з 26 по 28 липня 2019 року із загальним призовим фондом у 30 мільйонів доларів США. Паралельно, з 29 квітня по 7 червня 2019 року проходив «Fortnite World Cup — Creative», що включав п'ять турнірів на п'яти островах у режимі «Creative»: 15 найкращих гравців змагалися в особливому змаганні у фіналі «Fortnite World Cup» за призовий фонд у 3 мільйони доларів США. Щотижня учасники надсилали відеоролики своїх робіт на YouTube, а судді обирали найкращі, запрошуючи авторів на фінал у Нью-Йорку.
Починаючи з сезону X першої глави, кожен сезон проводиться серія турнірів FNCS — «Fortnite Champion Series», яка є центральною віссю професійної сцени Fortnite. Майже щосезону змінюється формат команди, тип відбору учасників, інколи проводять окремі турніри за запрошеннями. Починаючи з другого сезону другої глави, переможцям чемпіонату з кожного регіону видають ексклюзивну кирку «Axe of Champions», яка у наступному сезоні передається новим переможцям. FNCS передбачає проведення етапів «Major Group Stages» та «Grand Finals» у різних регіонах, а також менші регулярні змагання, як-от «Ranked Cups» та «Cash Cups» тощо. «FNCS Global Championship» є найпрестижнішим турніром з найбільшим призовим фондом, що завершує річний цикл змагань.
Серед провідних кіберспортивних організацій мають активні підрозділи та гравців у Fortnite варто виділити XSET, що стала переможцем турніру Fortnite на Esports World Cup 2024, а також Fnatic, FaZe Clan, Team Falcons, Wave Esports, PWR та інші. Відмінною рисою кіберспортивної сцени Fortnite є те, що організації підписують лише гравців, і не беруть участі в формуванні команд для турнірів, де це потрібно — гравці різних команд можуть самі між собою формувати дуети, тріо тощо. Багато відомих організацій, які мали гравців у Fortnite (наприклад, Natus Vincere, Sentinels та Team Vitality), з часом покинули гру; серед причин вони виділяють нестабільність сцени, недостатнє освітлення подій розробниками, заборону спонсорів та неокупність.
Інколи у грі проходять турніри не у режимі «Battle Royale», а, наприклад, у «Creative», тимчасовому режимі «Floor Is Lava», чи у режимі без будівництва («Zero Build») тощо. Частина з цих турнірів не має грошової винагороди, а частина має за винагороду різні косметичні предмети.

## Рейтингові системи

### Арена (2019—2023)
У березні 2019 року в гру ввели особливий змагальний режим — Арену. Її особливість полягала в тому, що у гравців є рейтинг (англ. hype), який вони могли підвищувати, граючи в цей режим. Також від звичайного «Battle Royale» цей режим відрізняло те, що буря після п'ятого звуження поводилася по-іншому, гравцю після вбивства давалася певна кількість здоров'я та ресурсів, а якщо гравець не чинив ніякої шкоди іншим гравцям, йому поступово наносилася шкода.
Рейтингова система Арени була поділена на три ліги — відкриту, претендентську та чемпіонську. Кожна ліга складалася з десяти дивізіонів, в яких гравцю видавалася та знімалася різна кількість рейтингу. Для кожної ліги часто проводилися турніри на рейтинг для Арени або на грошові винагороди. Арена мала режими для одного, двох, трьох та чотирьох гравців, також існувала у форматах «Late Game» (гравці починають грати з певним набором предметі у невеликій бурі), «Box Fight» (декілька гравців мають перемогти один одного, знаходячись у невеликій кімнаті) та «Zero Build» для трьох гравців (режим без будівництва).
Система припинила своє існування 17 травня 2023 року і була замінена рейтинговим режимом.

### Рейтинговий режим (з 2023)
У травні 2023 року розробники оновили рейтингову систему гри та замінили Арену на рейтинговий режим. Основна відмінність полягає в тому, що замість рейтингу у вигляді очок та ліг, у гравців є вісім рангів, п'ять з яких додатково ділиться на три підранги. Для переходу на наступний ранг гравцям необхідно набрати сто відсотків у поточному. Кількість знятих або доданих відсотків у рангу оцінюється спеціальною системою, а не є чітко прописаними, як це було в Арені. Також відмінність рейтингового режиму від Арени є те, що в ньому не обмежений перелік зброї та функціонал практично повністю відповідає стандартним режимам.
Окрім «Battle Royale» та деяких його похідних рейтинговий режим також доступний у «Rocket Racing» та «Ballistic».

## Відгуки та популярність

### Рецензії
| Агрегатор  | Оцінка                                                              |
| ---------- | ------------------------------------------------------------------- |
| Metacritic | 81/100 (PC) 78/100 (PS4) 85/100 (XONE) 83/100 (Switch) 81/100 (iOS) |

| Видання                    | Оцінка    |
| -------------------------- | --------- |
| Game Informer              | 9.5/10    |
| GameSpot                   | 8/10      |
| GamesRadar+                | 4/5 зірок |
| IGN                        | 9.6/10    |
| PC Gamer (Велика Британія) | 86/100    |
| PC Gamer (США)             | 86/100    |
| PC Zone                    | 80%       |

Fortnite отримала загалом схвальні відгуки від критиків, хоча сприйняття різних ігрових режимів суттєво відрізнялося. Кооперативний режим «Save the World» був позитивно оцінений за інноваційне поєднання будівництва, стріляння та оборони бази, а також за яскравий візуальний стиль і гумор. Водночас критики зауважували, що прогресія гри надмірно ускладнена, а геймплей з часом може ставати монотонним. Вебсайт Polygon також зазначив, що «Save the World» мав проблеми з балансом та надлишком зайвих ресурсів, які не мали реального впливу на гру.
Режим «Battle Royale» натомість здобув загалом позитивні оцінки критиків. Його хвалили за динамічний і водночас зрозумілий геймплей з унікальною механікою будівництва, яка є відмінною рисою гри, надаючи їй глибину та свободу дій порівняно з іншими представниками жанру. Водночас Digital Trends зауважили, що механіка будівництва й інтенсивний темп створюють високий поріг входу для новачків. Решта критиків звертали увагу на високу якість технічного виконання та постійне оновлення контенту, що дозволяє підтримувати інтерес гравців та залишати гру постійно актуальною.
Творчий режим «Creative» у виданні The Guardian назвали «значною віхою» за свою здатність надавати гравцям безпрецедентні інструменти для створення власного контенту та експериментів. Пізніші доповнення, такі як «LEGO Fortnite», «Fortnite Festival» та «Rocket Racing», також отримали переважно позитивні відгуки, розширюючи привабливість гри для ширшої аудиторії. «LEGO Fortnite» був похвалений через відкритий світ та захопливу систему прогресії й крафту; Dexerto зазначало, що у режиму є потенціал стати конкурентом Minecraft, але на момент виходу гра мала дуже обмежений функціонал будівництва та зброї. «Fortnite Festival» хоч і була прийнята тепло, все ж критикувалася через обмеженість функціоналу, в порівнянні з іншими іграми жанру, та завищені ціни на пісні. «Rocket Racing» було оцінено як «міцне» та «гіпервідполіроване» доповнення до Fortnite; критики звернули увагу на те, що режиму бракує унікальних елементів, які б виділяли його серед інших перегонових ігор, при цьому Артур Коллінс з GameCrate зізнався, що саме цей режим для нього став причиною повернутися до гри.
При повторному огляді гри у 2024 році видання IGN відзначило, що Fortnite продовжує утримувати свою позицію як визначний представник жанру королівської битви, що еволюціонував у масштабну онлайн-пісочницю з абсурдними кросоверами, та яка вирізняється постійними оновленнями контенту, веселим та адаптивним ігровим процесом, а також унікальним поєднанням різноманітних ігрових механік, включаючи режим без будівництва, що дозволяє насолоджуватися грою без опанування складних будівельних навичок.

### Феномен масової культури

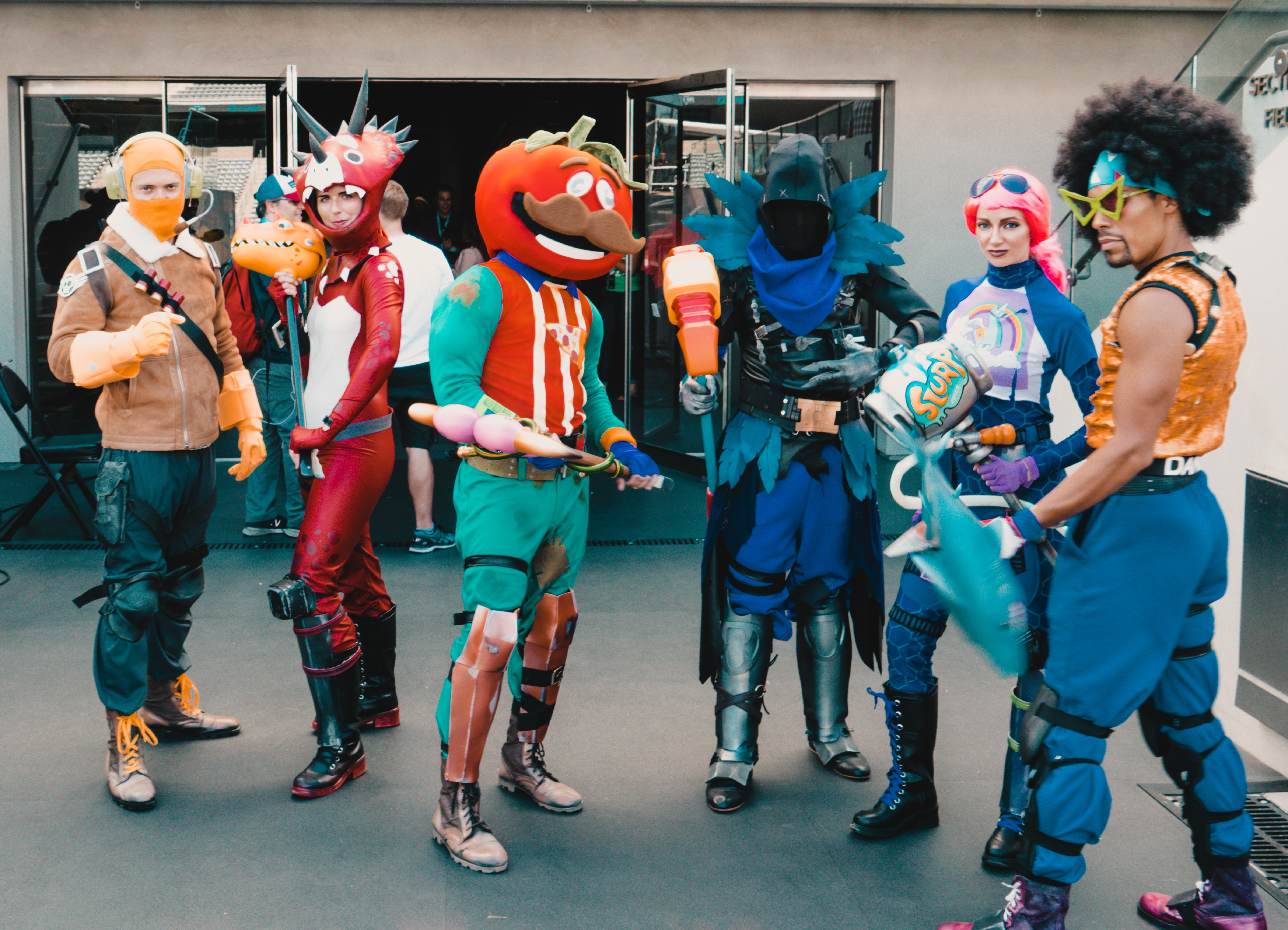
Косплей персонажів з Fortnite на E3 2018

У 2017—2018 роках режим «Battle Royale» перетворився в феномен масової культури, залучивши безліч нових гравців з-поміж людей, які раніше не цікавилися комп'ютерними іграми, точно так, як в минулому це було з World of Warcraft і Minecraft. Вже за два тижні після виходу кількість гравців досягла 10 мільйонів, до березня 2018 року ця кількість перевищила 45 мільйонів, і в червні 2018 року Epic Games повідомляла про 125 мільйонів зареєстрованих в грі гравців, 40 мільйонів з яких заходили в гру хоча б раз на місяць. Bloomberg Technology повідомила, що в листопаді 2018 кількість гравців «Battle Royale» перевищило 200 мільйонів. За даними Nintendo, в першу добу після виходу на Nintendo Switch гра була завантажена понад два мільйони разів. У липні 2018 року, коли був випущений п'ятий сезон гри, компанія Akamai Technologies повідомила, що сукупний мережевий трафік Fortnite перевищує 37 терабайтів в секунду — більше, ніж будь-яка інша онлайн-ігри в історії. У березні 2019 року повідомлялося про те, що кількість зареєстрованих користувачів сягнуло 250 мільйонів. Більший успіх «Battle Royale» в порівнянні з PUBG журналісти пов'язували з безплатністю гри, її доступністю на безлічі платформ, вдалим часом виходу (Epic Games зуміла запропонувати зневіреним гравцям більш приємну альтернативу), порівняно меншим рівнем насильства на екрані та яскравою графікою, що дозволило залучити до гри дитячу і жіночу аудиторію.

### Колаборації
У грі пройшло безліч колаборацій з відомими брендами. Зазвичай колаборації додають до гри лише косметичні предмети в магазині чи в бойовій перепустці, інколи це можуть бути окремі ігрові режими (Marvel, Air Jordan, Lego), а іноді тематичні предмети чи локації в «Battle Royale» («Зоряні війни», «Наруто», Dragon Ball, DC Comics, «Черепашки-ніндзя», «Дивні дива», Borderlands). З такими брендами, як Marvel і «Зоряні війни», у «Battle Royale» проходили цілі тематичні сезони. Періодично у грі відбуваються події в прямому етері, зазвичай вони слугують для просування внутрішньоігрового сюжету, проте іноді можуть проводитися для колаборацій. Однією з таких подій став концерт репера Тревіса Скотта, що встановив рекорд одночасної кількості гравців — 12,3 мільйона, а за трансляціями цього концерту на YouTube та Twitch одночасно дивилося 2,9 мільйона глядачів. Час від часу у гру додають косметичні предмети контент-мейкерів по Fortnite, а також популярні танці з TikTok.
У співпраці з DC Comics та Marvel Comics також були випущені комікси, де персонажі Fortnite потрапляли у всесвіти DC та Marvel і навпаки. В результаті DC видали серію коміксів «Batman/Fortnite: Zero Point» з шести випусків, та окремо комікс «Batman/Fortnite: Foundation», а Marvel — серію «Fortnite x Marvel: Zero War» з п'яти випусків. У кожному з випусків в комплекті знаходився код, активувавши який, читач міг отримати різні косметичні предмети у грі, частина з них через деякий час стала доступна всім, а частина — залишилася ексклюзивною для тих, хто придбав комікси.

### Нагороди
| Рік  | Нагорода                      | Категорія                                                           | Результат | Джерело                 |
| ---- | ----------------------------- | ------------------------------------------------------------------- | --------- | ----------------------- |
| 2017 | The Game Awards               | Найкраща багатокористувацька гра                                    | Номінація | [ 260 ]                 |
| 2018 | Visual Effects Society Awards | Проєкт з видатними візуальними ефектами в реальному часі            | Номінація | [ 261 ] [ 262 ]         |
| 2018 | Премія D.I.C.E.               | Видатні досягнення в багатокористувацькому ігровому процесі         | Номінація | [ 263 ] [ 264 ]         |
| 2018 | SXSW Gaming Awards            | Досконалість у багатокористувацькій грі                             | Номінація | [ 265 ] [ 266 ]         |
| 2018 | SXSW Gaming Awards            | Досконалість у ігровому процесі                                     | Номінація | [ 265 ] [ 266 ]         |
| 2018 | Премія БАФТА                  | Гра, що розвивається                                                | Номінація | [ 267 ] [ 268 ]         |
| 2018 | Премія БАФТА                  | Багатокористувацька гра                                             | Номінація | [ 267 ] [ 268 ]         |
| 2018 | Премія Веббі                  | Глядацьке голосування за найкращу багатокористувацьку/змагальну гру | Перемога  | [ 269 ]                 |
| 2018 | Game Critics Awards           | Найкраща гра, що триває                                             | Перемога  | [ 270 ] [ 271 ]         |
| 2018 | Develop Awards                | Найкраща анімація                                                   | Номінація | [ 272 ] [ 273 ]         |
| 2018 | Teen Choice Awards            | Обрана відеогра                                                     | Перемога  | [ 274 ] [ 275 ]         |
| 2018 | BBC Radio 1's Teen Awards     | Найкраща гра                                                        | Перемога  | [ 276 ]                 |
| 2018 | Golden Joystick Awards        | Найкраща змагальна гра                                              | Перемога  | [ 277 ] [ 278 ] [ 279 ] |
| 2018 | Golden Joystick Awards        | Мобільна гра року                                                   | Номінація | [ 277 ] [ 278 ] [ 279 ] |
| 2018 | Golden Joystick Awards        | Ультимативна гра року                                               | Перемога  | [ 277 ] [ 278 ] [ 279 ] |
| 2018 | The Game Awards               | Найкраща багатокористувацька гра                                    | Перемога  | [ 280 ] [ 281 ]         |
| 2018 | The Game Awards               | Найкраща мобільна гра                                               | Номінація | [ 280 ] [ 281 ]         |
| 2018 | The Game Awards               | Найкраща гра, що триває                                             | Перемога  | [ 280 ] [ 281 ]         |
| 2018 | The Game Awards               | Найкраща кіберспортивна гра                                         | Номінація | [ 280 ] [ 281 ]         |
| 2018 | Gamers' Choice Awards         | Улюблена гра фанатів                                                | Перемога  | [ 282 ]                 |
| 2018 | Gamers' Choice Awards         | Улюблена багатокористувацька гра фанатів                            | Перемога  | [ 282 ]                 |
| 2018 | Gamers' Choice Awards         | Улюблена кіберспортивна гра фанатів                                 | Перемога  | [ 282 ]                 |
| 2018 | Gamers' Choice Awards         | Улюблена «Королівська битва» фанатів                                | Перемога  | [ 282 ]                 |
| 2018 | Gamers' Choice Awards         | Улюблений формат кіберспортивної ліги фанатів                       | Перемога  | [ 282 ]                 |
| 2019 | Премія D.I.C.E.               | Онлайнова гра року                                                  | Перемога  | [ 283 ] [ 284 ]         |
| 2019 | Премія БАФТА                  | Гра, що розвивається                                                | Перемога  | [ 285 ] [ 286 ]         |
| 2019 | Премія БАФТА                  | Мобільна гра року                                                   | Номінація | [ 285 ] [ 286 ]         |
| 2019 | Famitsu Awards                | Нагорода за загальну досконалість гри                               | Перемога  | [ 287 ]                 |
| 2019 | Премія Веббі                  | Найкраща багатокористувацька/змагальна гра                          | Перемога  | [ 288 ]                 |
| 2019 | Game Critics Awards           | Найкраща гра, що триває                                             | Номінація | [ 289 ]                 |
| 2019 | Golden Joystick Awards        | Все ще грають                                                       | Номінація | [ 290 ] [ 291 ]         |
| 2019 | Golden Joystick Awards        | Кіберспортивна гра року                                             | Перемога  | [ 290 ] [ 291 ]         |
| 2019 | The Game Awards               | Найкраща гра, що триває                                             | Перемога  | [ 292 ] [ 293 ]         |
| 2019 | The Game Awards               | Найкраща підтримка спільноти                                        | Номінація | [ 292 ] [ 293 ]         |
| 2019 | The Game Awards               | Найкраща кіберспортивна гра                                         | Номінація | [ 292 ] [ 293 ]         |
| 2019 | The Game Awards               | Найкраща кіберспортивна подія                                       | Номінація | [ 292 ] [ 293 ]         |
| 2020 | Премія БАФТА                  | Гра, що розвивається                                                | Номінація | [ 294 ] [ 295 ]         |
| 2020 | Kids' Choice Awards           | Улюблена відеогра                                                   | Номінація | [ 296 ]                 |
| 2020 | The Game Awards               | Найкраща гра, що триває                                             | Номінація | [ 297 ]                 |
| 2020 | The Game Awards               | Найкраща підтримка спільноти                                        | Номінація | [ 297 ]                 |
| 2020 | The Game Awards               | Найкраща кіберспортивна гра                                         | Номінація | [ 297 ]                 |
| 2020 | Streamy Awards                | Особлива трансляція                                                 | Номінація | [ 298 ] [ 299 ]         |
| 2021 | Премія БАФТА                  | Гра, що розвивається                                                | Номінація | [ 300 ]                 |
| 2021 | Kids' Choice Awards           | Улюблена відеогра                                                   | Номінація | [ 301 ]                 |
| 2021 | The Game Awards               | Найкраща підтримка спільноти                                        | Номінація | [ 302 ]                 |
| 2021 | The Game Awards               | Найкраща гра, що триває                                             | Номінація | [ 302 ]                 |
| 2021 | Streamy Awards                | Залучення бренду                                                    | Перемога  | [ 303 ]                 |
| 2022 | Премія БАФТА                  | Гра, що розвивається                                                | Номінація | [ 304 ] [ 305 ]         |
| 2022 | MTV Video Music Awards        | Найкраще шоу у метавсесвіті                                         | Номінація | [ 306 ]                 |
| 2022 | NME Awards                    | Найкраща гра, що триває                                             | Номінація | [ 307 ] [ 308 ]         |
| 2022 | The Game Awards               | Найкраща підтримка спільноти                                        | Номінація | [ 309 ]                 |
| 2022 | The Game Awards               | Найкраща гра, що триває                                             | Номінація | [ 309 ]                 |
| 2023 | The Game Awards               | Найкраща гра, що триває                                             | Номінація | [ 310 ]                 |
| 2023 | Golden Joystick Awards        | Все ще грають                                                       | Номінація | [ 311 ]                 |
| 2024 | Премія БАФТА                  | Гра, що розвивається                                                | Номінація | [ 312 ] [ 313 ]         |
| 2024 | Премія БАФТА                  | Гра року від EE                                                     | Номінація | [ 312 ] [ 313 ]         |
| 2024 | Equinox Latam Game Awards     | Найкраща королівска битва                                           | Перемога  | [ 314 ] [ 315 ]         |
| 2024 | Equinox Latam Game Awards     | Найкраща гра, що триває                                             | Номінація | [ 314 ] [ 315 ]         |
| 2024 | The Game Awards               | Найкраща підтримка спільноти                                        | Номінація | [ 316 ]                 |
| 2024 | The Game Awards               | Найкраща гра, що триває                                             | Номінація | [ 316 ]                 |

## Конфлікти

### Судовий позов з PUBG Corp.
У січні 2018 року південнокорейська компанія PUBG Corp. — дочірня компанія Bluehole, що відповідає за випуск і підтримку гри PlayerUnknown's Battlegrounds (PUBG), подала судовий позов проти Epic Games, заявляючи, що режим «Battle Royale» порушує авторські права PUBG Corp. як розробників PUBG. Зокрема, представники PUBG Corp. стверджували, що режим має скопійований з PUBG інтерфейс користувача та ігрові предмети. За повідомленням газети Korea Times, опитані експерти сумнівалися в тому, що PUBG Corp. вдасться виграти справу: весь жанр королівської битви, що охоплює і PlayerUnknown's Battlegrounds, і «Battle Royale», не є оригінальним і відтворює в ігровій формі фільм «Королівська битва» 2000 року. У червні 2018 року PUBG Corp. відкликала позов без оголошення причин.

### Позови Apple і Google
В серпні 2020 року Epic Games додала в Fortnite свій спосіб оплати «Epic direct payment», який дозволяв їм обійти комісію в розмірі 30 %, яку беруть Apple і Google за користування своїми платіжними системами, та знизити ціни. Майже одразу Fortnite видалили з App Store і Google Play, через те що правилами цих сервісів заборонено додавати сторонні способи оплати. 14 серпня Epic Games подала в суд на Apple і Google з метою оскаржити це рішення. 28 серпня 2020 року облікові записи розробників Fortnite та усі ігри Epic Games були видалені з App Store.

#### Справа проти Apple
На перших слуханнях в серпні 2020 року суд заборонив Apple видаляти Fortnite з App Store, проте гру не повернули у магазин, а за словами голови Epic Games, Тіма Свіні, Apple внесли їхню гру в чорний список своєї екосистеми.
10 вересня 2021 року суд зобов'язав Apple не забороняти розробникам використовувати сторонні способи оплати, але не визнав компанію монополістом, а також зобов'язав Epic Games повернути кошти, які Apple втратила внаслідок додавання «Epic direct payment». Epic Games також програли в тій частині справи, яка полягала у поверненні Fortnite в App Store та відновленні акаунтів розробників, але компанію не задовольнило таке рішення суду і вони попросили його переглянути рішення. Пізніше Apple також вдалося оскаржити рішення суду і добитися відстрочки на зміни в App Store.
Згідно з висновком апеляційного суду США, рішення суду нижчої інстанції залишатиметься в силі. Обидві компанії подали апеляції до Верховного суду США, але він відмовився розглядати їх, через що справа закінчилася зняттям усіх звинувачень, за винятком звинувачень про обмеження перенаправлень на сторонні платіжні системи, через що Apple дозволила розробникам включати у застосунки посилання на сторонні платіжні системи. При цьому компанія вимагала, щоб розробники надавали Apple 27 % від усіх продажів, здійснених протягом семи днів з моменту переходу на сайти сторонніх платіжних систем.
У січні 2024 року Apple оголосила, що для дотримання вимог «Акту про цифрові ринки» Європейського Союзу вона дозволить завантаження сторонніх магазинів застосунків на пристрої з iOS вже в березні 2024 року. У відповідь на це Epic заявили, що планують випустити Epic Games Store, а також Fortnite на iOS в Європейському Союзі. Застосунок Epic Games Store разом із Fortnite були випущені для користувачів iOS у ЄС 16 серпня 2024 року. У травні 2024 року Велика Британія ухвалила «Закон про цифрові ринки, конкуренцію та споживачів», який висунув до магазинів застосунків вимоги, подібні до вимог європейського Акту про цифрові ринки. Після його ухвалення Epic Games заявили, що планують запустити Epic Games Store на системах iOS у Великій Британії у другій половині 2025 року. Згодом з'явилася інформація, що повернення Fortnite на iOS у Великій Британії відкладене на невизначений термін, через те, що місцевий регулятор вирішив не фокусуватися впровадженні правил, які б змусили Apple відкрити iOS для сторонніх магазинів застосунків.
У квітні 2025 року після розгляду повідомлення, яке Epic Games надіслали у березні 2024 року, суддя постановила, що Apple навмисно не виконувала попередні судові заборони, тому вона ще більше розширила ці заборони, зокрема заборонила Apple збирати відсотки з продажів у сторонніх платіжних системах та накладати обмеження на інтерфейси застосунків. Вона також передала справу до федеральної прокуратури для можливого кримінального провадження за неповагу до суду. Після цього рішення Тім Свіні сказав, що вони планують повернути Fortnite на iOS у США протягом тижня. Apple заявила, що буде дотримуватися нових обмежень, але оскаржила це рішення в апеляційному суді.
Epic подала запит на додавання Fortnite в App Store 9 травня 2025 року, але Apple не схвалювала його, бо очікувала рішення апеляційного суду, через що Еріс звернулися до окружного суду, щоб примусити Apple схвалити додавання. Після запиту суду 19 травня Apple схвалила гру, і 20 травня Fortnite повернувся до App Store в США. Апеляційний суд відхилив запит Apple 4 червня 2025 року.

#### Справа проти Google
Суд присяжних відбувався в листопаді та грудні 2023 року, після чого присяжні задовольнили позов Epic за всіма пунктами. Вони постановили, що Google порушила антимонопольне законодавство, підтримуючи Play Маркет, як домінуючий магазин застосунків для Android за допомогою угод з розробниками, які полягали у публікації застосунків виключно у Play Маркеті, та вимогу встановлення Play Маркету на пристроях третіх сторін. Суд зобов'язав Google дозволити альтернативні магазини застосунків на системах Android і тимчасово заборонив їм надавати грошові винагороди розробникам, які публікують свої додатки виключно в Google Play.
7 жовтня 2024 року суддя виніс рішення на основі вердикту присяжних: Google зобов'язали дозволити альтернативні магазини застосунків на Android до 1 листопада 2024 року і три роки не стимулювати розробників працювати виключно у Play Маркеті, а для контролю за виконанням було створено спеціальний комітет. Google заявила про намір оскаржити це рішення і отримала тимчасове призупинення його дії на час апеляційного процесу. 31 липня 2025 року Апеляційний суд дев'ятого округу підтримав рішення суду нижчої інстанції на користь Epic. Після цієї поразки Google повідомила про свій намір звернутися з апеляцією до Верховного суду США.

## Благодійні ініціативи
Після вторгнення Росії в Україну Epic Games надіслала весь свій дохід з Fortnite за період з 20 березня до 3 квітня 2022 року благодійним організаціям, які надають гуманітарну допомогу українцям, що постраждали від війни. За час дії благодійної акції Epic Games зібрала 144 млн доларів США.

### Виноски
1. ↑  Orland, Kyle (26 червня 2018). Players paying up to $450 for disc-based copies of Fortnite. Ars Technica (англ.). Архів оригіналу за 22 липня 2020. Процитовано 2 січня 2025.
2. ↑  Warner Bros. Interactive Entertainment and Epic Games Partner to Distribute Fortnite: Deep Freeze Bundle (англ.). Архів оригіналу за 2 січня 2025. Процитовано 2 січня 2025.
3. 1 2 3  Калашник, Павло (14 серпня 2020). Fortnite видалили з App Store через запровадження прямої оплати: у Epic Games та Apple будуть судові розборки. Hromadske (укр.). Архів оригіналу за 27 квітня 2022. Процитовано 27 квітня 2022.
4. 1 2  Langley, Hugh. Google just booted 'Fortnite' from the Play Store, hours after Apple banned it from the iPhone and iPad App Store. Business Insider (амер.). Архів оригіналу за 19 серпня 2020. Процитовано 1 серпня 2025.
5. ↑  Garst, Aron (17 вересня 2020). Fortnite Will No Longer Receive Updates On Mac. GameSpot (амер.). Архів оригіналу за 1 жовтня 2020. Процитовано 1 серпня 2025.
6. ↑  Sha, Arjun (18 серпня 2020). How to Install Fortnite on Android Without Play Store. Beebom (амер.). Архів оригіналу за 30 листопада 2020. Процитовано 1 серпня 2025.
7. ↑  Valentine, Rebekah (25 липня 2024). Fortnite Is Leaving the Samsung Galaxy Store, But Coming to Other Mobile Storefronts Soon. IGN (англ.). Архів оригіналу за 10 серпня 2024. Процитовано 1 серпня 2025.
8. 1 2  Lyles, Taylor (16 серпня 2024). The Epic Games Store Officially Launches on Mobile Devices. IGN (англ.). Архів оригіналу за 12 січня 2025. Процитовано 25 грудня 2024.
9. ↑  Fortnite Returns to iOS in the European Union!. Epic Games' Fortnite (англ.). Процитовано 2 січня 2025.
10. 1 2  Peters, Jay (20 травня 2025). Fortnite is finally back on US iPhones. The Verge (амер.). Процитовано 30 липня 2025.
11. 1 2 3  Get Answers to Your Fortnite Questions. Epic Games' Fortnite (амер.). Архів оригіналу за 23 липня 2025. Процитовано 29 липня 2025.
12. 1 2  Josh, Axelrod; Ahmed, Saeed (17 червня 2018). All the questions about ‘Fortnite’ you were too embarrassed to ask. CNN (англ.). Процитовано 27 липня 2025.
13. ↑  Ashley, Jordan (7 серпня 2024). Why is Fortnite Called Fortnite?. Esports.net (амер.). Архів оригіналу за 29 червня 2025. Процитовано 27 липня 2025.
14. ↑  Unlocking the Mystery: Why is it Called 'Fortnite'?. Z League (амер.). 10 січня 2024. Архів оригіналу за 29 червня 2025. Процитовано 27 липня 2025.
15. ↑  Lamb, Joshua (9 липня 2024). Why is Fortnite called Fortnite? Game name meaning explained. Radio Times(інші мови) (брит.). Архів оригіналу за 29 червня 2025. Процитовано 27 липня 2025.
16. ↑  Damas, Dani Lee (12 серпня 2019). How Did Fortnite Get Its Name?. SVG (амер.). Архів оригіналу за 26 квітня 2025. Процитовано 27 липня 2025.
17. 1 2 3  Wallace, Kimberley (25 липня 2017). Fortnite Preview - Building A Fort To Withstand Chaos. Game Informer (англ.). Архів оригіналу за 30 червня 2025. Процитовано 29 липня 2025.
18. 1 2  Lahti, Evan (8 червня 2015). Hands-on with Fortnite co-op. PC Gamer (англ.). Архів оригіналу за 16 березня 2025. Процитовано 29 липня 2025.
19. 1 2 3 4 5  Hall, Charlie (3 серпня 2017). Fortnite review. Polygon (амер.). Архів оригіналу за 7 травня 2025. Процитовано 18 липня 2025.
20. 1 2 3 4  Tyrrel, Brandin (4 жовтня 2017). Fortnite Save The World Early Access Review. IGN (англ.). Процитовано 18 липня 2025.
21. 1 2 3  Starkey, Daniel (5 серпня 2017). Fortnite Early Access Review. GameSpot (амер.). Процитовано 18 липня 2025.
22. 1 2 3  Fortnite Save the World guide - an introduction to heroes, squads, quests, skills, and llamas. PCGamesN (амер.). Архів оригіналу за 18 квітня 2025. Процитовано 29 липня 2025.
23. ↑  How to Increase Your Power Level in Fortnite. Shacknews (англ.). 26 липня 2017. Архів оригіналу за 26 лютого 2024. Процитовано 29 липня 2025.
24. ↑  Fogel, Stefanie (13 листопада 2018). Big Changes Are Coming To ‘Fortnite’s’ Save The World Campaign. Variety (амер.). Архів оригіналу за 24 березня 2022. Процитовано 29 липня 2025.
25. ↑  Acevedo, Paul (8 серпня 2017). Fortnite Survivors guide: How to find Survivors and build Survivor Squads. Windows Central (англ.). Архів оригіналу за 27 березня 2025. Процитовано 29 липня 2025.
26. ↑  Crafting (Save the World). Fortnite Wiki (англ.). Процитовано 29 липня 2025.
27. ↑  Willcox, Ryan (3 вересня 2022). Best Fortnite: Save the World weapons and gun schematics. Gamepur (амер.). Архів оригіналу за 5 жовтня 2022. Процитовано 29 липня 2025.
28. 1 2  Schematics. Fortnite Wiki (англ.). Процитовано 29 липня 2025.
29. ↑  Jankowski, Leya (31 липня 2017). Fortnite: Repairing weapons is not possible - here are the alternatives. Mein-MMO (англ.). Процитовано 29 липня 2025.
30. ↑  How to level up my Heroes and Schematics in Fortnite: Save the World. Epic Games Support (англ.). Процитовано 29 липня 2025.
31. ↑  Moore, Brandon (2 жовтня 2021). What are base rewards in Fortnite Save the World. Sportskeeda (амер.). Архів оригіналу за 20 квітня 2024. Процитовано 29 липня 2025.
32. ↑  Basu, Sayendra (4 червня 2024). 5 tips to level up fast in. Sportskeeda (амер.). Архів оригіналу за 4 червня 2024. Процитовано 29 липня 2025.
33. ↑  Duckworth, Joshua (26 січня 2019). Fortnite's V-Buck Llamas Getting Key Change. Game Rant (англ.). Процитовано 29 липня 2025.
34. ↑  Rivera, C. Anthony (1 лютого 2021). Fortnite: Save the World - 5 Essential Tips. The Nerd Stash (амер.). Архів оригіналу за 25 травня 2022. Процитовано 29 липня 2025.
35. ↑  V4.0 Patch Notes - Fortnite Guide. IGN (англ.). 16 травня 2018. Процитовано 29 липня 2025.
36. 1 2  Fortnite: Battle Royale. Digital Chumps (амер.). 10 лютого 2018. Архів оригіналу за 20 грудня 2024. Процитовано 18 липня 2025.
37. 1 2 3 4 5 6 7  MacLeod, Riley (8 квітня 2019). Fortnite: The Kotaku Review. Kotaku (англ.). Архів оригіналу за 27 червня 2025. Процитовано 18 липня 2025.
38. ↑  Fortnite's finally getting a proper trios mode. PCGamesN (амер.). 18 грудня 2018. Архів оригіналу за 12 жовтня 2024. Процитовано 30 липня 2025.
39. ↑  Wilson, Iain; Avard, Alex (14 лютого 2020). 6 Fortnite landing tips that’ll help you score Victory Royale in no time. GamesRadar+ (англ.). Архів оригіналу за 13 серпня 2024. Процитовано 30 липня 2025.
40. 1 2 3  Golsin, Austen (27 березня 2018). Fortnite Battle Royale Review. IGN (англ.). Архів оригіналу за 3 липня 2025. Процитовано 18 липня 2025.
41. ↑  Ford, James (22 жовтня 2018). Fortnite chest locations - Where to find every chest on the map. GamesRadar+ (англ.). Архів оригіналу за 16 серпня 2024. Процитовано 30 липня 2025.
42. 1 2  LeBoeuf, Sarah (30 червня 2018). What is 'Fortnite'?: A look at the video game that has become a phenomenon. NBC News (англ.). Процитовано 30 липня 2025.
43. 1 2  Tack, Daniel (25 липня 2017). Fortnite Review - An Epic Epoch. Game Informer (англ.). Архів оригіналу за 3 липня 2025. Процитовано 30 липня 2025.
44. ↑  Test du jeu Fortnite Battle Royale. Jeuxvideo.com (фр.). 30 березня 2018. Архів оригіналу за 15 жовтня 2022. Процитовано 30 липня 2025.
45. ↑  Bonifacic, Igor (2 квітня 2022). Epic brings building back to Fortnite’s casual queue. Engadget (англ.). Архів оригіналу за 1 листопада 2024. Процитовано 27 липня 2025.
46. ↑  Diaz, Ana (21 червня 2024). Surprise! Fortnite is getting a new map and mode on Saturday. Polygon (англ.). Архів оригіналу за 19 листопада 2024. Процитовано 2 листопада 2024.
47. ↑  Pryor, Matthew (25 вересня 2024). Fortnite Ranked Reload: Release date and free Felina skin details. Esports.gg (англ.). Архів оригіналу за 27 листопада 2024. Процитовано 2 листопада 2024.
48. ↑  Parkin, Jeffrey (2 листопада 2024). What’s new in Fortnite Remix: Guns, weapons, vehicles, and map. Polygon (англ.). Архів оригіналу за 30 грудня 2024. Процитовано 2 листопада 2024.
49. ↑  Phillips, Tom (20 червня 2025). Fortnite Has a Hit New Mode — and for Once, the Game's Main Battle Royale Option Is No Longer the Most Popular. IGN (англ.). Архів оригіналу за 20 червня 2025. Процитовано 20 липня 2025.
50. ↑  Pryor, Matthew (18 липня 2025). Tim Sweeney confirms Blitz Royale will become a permanent Fortnite mode. Esports.gg (англ.). Процитовано 20 липня 2025.
51. ↑  Tassi, Paul. The ‘Fortnite’ OG Launch Time, Weapon List, Battle Pass Info And More. Forbes (англ.). Архів оригіналу за 14 грудня 2024. Процитовано 7 грудня 2024.
52. ↑  Ashley, Jordan (16 вересня 2024). What is an LTM in Fortnite?. Esports.net (амер.). Архів оригіналу за 14 грудня 2024. Процитовано 20 липня 2025.
53. ↑  Henges, Elizabeth (14 грудня 2017). Get the Details on Fortnite's Season 2 Battle Pass. PlayStation LifeStyle (амер.). Архів оригіналу за 13 грудня 2017. Процитовано 20 липня 2025.
54. 1 2 3  Webster, Andrew (18 березня 2021). Fortnite’s experimental story is an attempt to create "the entertainment experience of the future". The Verge (англ.). Архів оригіналу за 3 травня 2021. Процитовано 16 квітня 2022.
55. 1 2  Webster, Andrew (9 грудня 2024). Lego Fortnite is getting a big expansion with a GTA-style roleplaying city. The Verge (англ.). Архів оригіналу за 24 грудня 2024. Процитовано 14 грудня 2024.
56. ↑  Totilo, Stephen (8 грудня 2023). Epic adds Lego mode to Fortnite, putting action behind metaverse talk. Axios(інші мови) (англ.). Архів оригіналу за 16 грудня 2023. Процитовано 20 липня 2025.
57. ↑  Park, Morgan; Wilde, Tyler (7 грудня 2023). Lego Fortnite is way bigger than we thought, and millions of people are playing the new survival mode. PC Gamer (англ.). Архів оригіналу за 23 лютого 2024. Процитовано 20 липня 2025.
58. ↑  How to heal in LEGO Fortnite. Dexerto(інші мови) (англ.). 25 січня 2024. Архів оригіналу за 4 лютого 2024. Процитовано 20 липня 2025.
59. ↑  Pelliccio, Meg (8 грудня 2023). Lego Fortnite Odyssey: How To Find Loot Llamas. TheGamer (англ.). Архів оригіналу за 2 серпня 2024. Процитовано 20 липня 2025.
60. ↑  LEGO Fortnite Gone Fishin' Update Patch Notes for v28.30:. Esports Illustrated On SI (амер.). 22 лютого 2024. Архів оригіналу за 19 червня 2024. Процитовано 20 липня 2025.
61. ↑  Adhikary, Ishan (26 березня 2024). LEGO Fortnite 'Mechanical Mayhem' Brings Actual Vehicles in the Game. Beebom (амер.). Архів оригіналу за 26 березня 2024. Процитовано 20 липня 2025.
62. ↑  Shutler, Ali (4 грудня 2023). ‘Fortnite’ adds 1200 Lego skins and new survival crafting mode. NME (англ.). Архів оригіналу за 14 листопада 2024. Процитовано 27 грудня 2024.
63. ↑  Walker, Ian (9 грудня 2024). Lego Fortnite’s new ‘social roleplay experience’ looks like a cute GTA Online. Polygon (амер.). Архів оригіналу за 14 грудня 2024. Процитовано 20 липня 2025.
64. ↑  Cichacki, Shaun (9 грудня 2024). I Can't Believe We Got LEGO GTA in 'Fortnite' Before 'Grand Theft Auto 6'. VICE (амер.). Архів оригіналу за 14 грудня 2024. Процитовано 20 липня 2025.
65. ↑  Lego Fortnite Expeditions Is The Co-Op Action-Adventure Mode You've Been Waiting For. GameSpot (амер.). Архів оригіналу за 17 червня 2025. Процитовано 20 липня 2025.
66. ↑  Marie, Hannah (18 червня 2025). Fortnite Expeditions launches as new LEGO PvE co-op. Esports News UK (брит.). Процитовано 20 липня 2025.
67. ↑  Phillips, Tom (17 червня 2025). 8 Years After Fortnite's Original Save the World Mode Launched, Epic Announces New 4-Player PVE Offering That's Essentially Helldivers With Lego. IGN (англ.). Процитовано 20 липня 2025.
68. ↑  Kuhnke, Oisin (17 червня 2025). Lego Fortnite is getting Expeditions, a Left 4 Dead-ish hero shooter mode that just looks a bit boring. Rock, Paper, Shotgun (англ.). Архів оригіналу за 27 червня 2025. Процитовано 20 липня 2025.
69. 1 2 3 4  Moss, Gabriel (21 грудня 2023). Fortnite Rocket Racing Review. IGN (англ.). Архів оригіналу за 28 березня 2024. Процитовано 19 липня 2025.
70. 1 2 3  Bailey, Dustin (8 грудня 2023). Rocket Racing isn't just a Fortnite mode - it's the arcade racer I've been looking for since Mario Kart 8 launched a decade ago. GamesRadar+ (англ.). Архів оригіналу за 22 лютого 2024. Процитовано 20 липня 2025.
71. ↑  Moraa, Felister (13 грудня 2023). Fortnite Rocket Racing: How to Get More Cars. Game Rant (англ.). Архів оригіналу за 26 лютого 2025. Процитовано 30 липня 2025.
72. ↑  Colantonio, Giovanni (8 грудня 2023). Fortnite’s Rocket Racing is so fun, it could have been its own game. Digital Trends(інші мови) (амер.). Архів оригіналу за 31 березня 2024. Процитовано 20 липня 2025.
73. ↑  Rohan, Samal (9 червня 2025). Rocket League Season 13 to add Cross-game ownership of items. Esports.gg (англ.). Архів оригіналу за 4 листопада 2024. Процитовано 27 грудня 2024.
74. ↑  Epic says Fortnite’s Rocket Racing is ending ‘themed updates’. Video Games Chronicle (амер.). 12 жовтня 2024. Архів оригіналу за 30 червня 2025. Процитовано 20 липня 2025.
75. ↑  Wilson, Iain (7 грудня 2023). Fortnite Festival: When is it and what songs are included?. GamesRadar+ (англ.). Процитовано 27 грудня 2024.
76. 1 2 3  Bailey, Dustin (9 грудня 2023). Fortnite Festival looks like the future for the Rock Band devs, and that might not be a bad thing. GamesRadar+ (англ.). Архів оригіналу за 19 лютого 2024. Процитовано 20 липня 2025.
77. ↑  Fortnite Festival Season 4 Adds Lots Of Metallica And A PvP Mode. GameSpot (амер.). Процитовано 20 липня 2025.
78. 1 2  Mollie, Taylor (18 грудня 2023). What the hell Harmonix, you definitely could have done something better than Fortnite Festival. PC Gamer (англ.). Архів оригіналу за 19 травня 2024. Процитовано 20 липня 2025.
79. 1 2 3  Reilly, Luke (15 грудня 2023). Fortnite Festival Review. IGN (англ.). Архів оригіналу за 19 лютого 2024. Процитовано 19 липня 2025.
80. ↑  Lyles, Taylor (23 квітня 2024). Fortnite Festival Finally Adds Support for Rock Band 4 and PDP Riffmaster Guitar Controllers. IGN (англ.). Архів оригіналу за 16 травня 2024. Процитовано 20 липня 2025.
81. ↑  Fortnite Festival Update Lets You Shred Using A Keyboard And Mouse. GameSpot (амер.). Архів оригіналу за 25 травня 2024. Процитовано 20 липня 2025.
82. ↑  Peters, Jay (10 січня 2025). Fortnite Festival is turning into Rock Band with local multiplayer. The Verge (амер.). Процитовано 20 липня 2025.
83. 1 2  Colantonio, Giovanni (9 грудня 2023). Fortnite Festival will leave you wishing for a real Rock Band revival. Digital Trends(інші мови) (амер.). Архів оригіналу за 19 лютого 2024. Процитовано 20 липня 2025.
84. ↑  Fortnite Festival update lets you resurrect Harmonix’s Fuser by adding solo jam loops. Video Games Chronicle (амер.). 23 квітня 2025. Процитовано 20 липня 2025.
85. 1 2 3  Fortnite Festival Season 4 Adds Lots Of Metallica And A PvP Mode. GameSpot (амер.). Процитовано 20 липня 2025.
86. ↑  Webster, Andrew (9 грудня 2023). Fortnite Festival is Rock Band without the plastic instruments. The Verge (амер.). Архів оригіналу за 20 лютого 2024. Процитовано 20 липня 2025.
87. ↑  Peters, Jay (7 грудня 2024). Fortnite’s new mode is an FPS that’s a lot like Counter-Strike. The Verge (англ.). Архів оригіналу за 7 грудня 2024. Процитовано 7 грудня 2024.
88. ↑  Leis, Ezequiel (19 грудня 2024). Fortnite: Ballistic - All Flex Gadgets, Ranked. TheGamer (англ.). Процитовано 20 липня 2025.
89. ↑  Patch Notes for Ballistic Mode - New Map & Forfeit System. Esports Illustrated On SI (амер.). 15 травня 2025. Архів оригіналу за 18 червня 2025. Процитовано 20 липня 2025.
90. 1 2  Tucker, Jake (11 грудня 2024). Ballistic, Fortnite's new tactical FPS mode, is a deeply unserious Counter-Strike clone that's going to be huge anyway. PC Gamer (англ.). Архів оригіналу за 12 грудня 2024. Процитовано 20 липня 2025.
91. ↑  Serin, Kaan (7 грудня 2024). Fortnite Ballistic is the battle royale's first 5v5 FPS mode coming in just a few days, and it's aiming for a piece of Counter-Strike's pie. GamesRadar+ (англ.). Архів оригіналу за 10 грудня 2024. Процитовано 20 липня 2025.
92. ↑  Fortnite Creative Mode release date, Private Island early access explained. Eurogamer (англ.). 5 грудня 2018. Архів оригіналу за 10 грудня 2023. Процитовано 10 грудня 2023.
93. ↑  Flores, Sky (13 червня 2020). Fortnite: How to Create Your Own Games in Creative Mode. Screen Rant (англ.). Архів оригіналу за 15 червня 2020. Процитовано 29 липня 2025.
94. 1 2 3 4  Forward, Jordan (21 жовтня 2019). Fortnite Creative mode guide: how to build your own Fortnite mini games. PCGamesN (амер.). Архів оригіналу за 27 січня 2025. Процитовано 29 липня 2025.
95. ↑  How to Build in Fortnite Creative Mode - Fortnite Guide. IGN (англ.). 10 грудня 2018. Архів оригіналу за 27 березня 2019. Процитовано 29 липня 2025.
96. ↑  Aitken, Lauren (7 грудня 2018). Fortnite Creative guide: everything you need to know. VG247 (англ.). Архів оригіналу за 24 січня 2022. Процитовано 29 липня 2025.
97. ↑  Tassi, Paul (31 грудня 2018). How To Place 13 Devices On A Creative Island In 'Fortnite' For The Best Wrap Yet Reward. Forbes (англ.). Архів оригіналу за 1 січня 2019. Процитовано 29 липня 2025.
98. ↑  Coles, Jason (18 листопада 2022). Fortnite Creative device makes battle royale class creation way easier. PCGamesN (амер.). Архів оригіналу за 22 червня 2024. Процитовано 29 липня 2025.
99. ↑  Sullivan, Lucas (7 грудня 2018). Fortnite season 7 adds The Block, a blank canvas on the map reserved for player creations. GamesRadar+ (англ.). Архів оригіналу за 14 серпня 2024. Процитовано 27 грудня 2024.
100. ↑  Ruppert, Liana (28 лютого 2019). All 'Fortnite' Season 8 Map Changes. ComicBook.com(інші мови) (амер.). Архів оригіналу за 19 червня 2021. Процитовано 29 липня 2025.
101. 1 2  Peters, Jay (22 березня 2023). The biggest announcements from Epic Games’ State of Unreal 2023 keynote. The Verge (англ.). Архів оригіналу за 23 березня 2023. Процитовано 23 березня 2023.
102. ↑  Unreal Editor for Fortnite is now available in Beta!. Unreal Engine (амер.). 22 березня 2023. Архів оригіналу за 27 квітня 2023. Процитовано 29 липня 2025.
103. ↑  How to Play Fortnite Creative 2.0 - Fortnite Guide. IGN (англ.). 23 березня 2023. Архів оригіналу за 13 червня 2023. Процитовано 29 липня 2025.
104. ↑  Fortnite Documentation. Epic Games Developer (амер.). Архів оригіналу за 17 липня 2025. Процитовано 29 липня 2025.
105. ↑  Claudino, Ashely (23 березня 2023). Fortnite: How to Play Creative 2.0. Game Rant (англ.). Архів оригіналу за 25 березня 2023. Процитовано 29 липня 2025.
106. ↑  Gaudiosi, John (10 грудня 2011). Epic Games' New Franchise FORTnITE Blends Survival Horror With Tower Defense Strategy. Forbes (англ.). Архів оригіналу за 30 вересня 2017. Процитовано 27 липня 2025.
107. ↑  Narcisse, Evan. Epic Games Reveals Cartoony New IP Fortnite. Kotaku (англ.). Архів оригіналу за 29 грудня 2018. Процитовано 28 грудня 2018.
108. ↑  Machkovech, Sam (8 червня 2017). Fortnite’s years of delays end with not-free-to-play version coming in July. Ars Technica (англ.). Архів оригіналу за 8 червня 2017. Процитовано 15 квітня 2022.
109. 1 2 3 4 5 6 7 8   Inside the Development History of Fortnite на YouTube
110. ↑  Rigney, Ryan. First Screens: Epic's Fortnite Is the First Unreal Engine 4 Game. Wired (англ.). ISSN 1059-1028. Архів оригіналу за 22 грудня 2016. Процитовано 15 квітня 2022.
111. ↑  Hafer, Leana (12 липня 2012). Fortnite will be a PC exclusive and Epic's first Unreal Engine 4 game. PC Gamer (англ.). Архів оригіналу за 15 квітня 2022. Процитовано 15 квітня 2022.
112. ↑  McGee, Maxwell (13 липня 2012). Epic's Cliff Bleszinski and Tanya Jessen Talk Up Fortnite. GameSpot (амер.). Архів оригіналу за 6 лютого 2018. Процитовано 27 липня 2025.
113. ↑  Sheridan, Connor (1 листопада 2013). People Can Fly working on Fortnite, renamed Epic Games Poland. GamesRadar (англ.). Архів оригіналу за 4 червня 2021. Процитовано 15 квітня 2022.
114. ↑  Karmali, Luke (13 серпня 2012). Epic Games Buys Gears of War: Judgment Dev. IGN (англ.). Архів оригіналу за 15 квітня 2022. Процитовано 15 квітня 2022.
115. ↑  McWhertor, Michael (26 березня 2014). What's the future of games at Epic Games?. Polygon (англ.). Архів оригіналу за 27 червня 2017. Процитовано 15 квітня 2022.
116. ↑  Purchese, Robert (24 червня 2015). Bulletstorm dev People Can Fly regains independence. Eurogamer (англ.). Архів оригіналу за 15 квітня 2022. Процитовано 27 квітня 2022.
117. ↑  Hall, Charlie (17 травня 2018). How did the studio behind Bulletstorm end up making a shooter with Square Enix?. Polygon (англ.). Архів оригіналу за 9 листопада 2020. Процитовано 15 квітня 2022.
118. 1 2 3 4 5 6 7  Peel, Jeremy. From vapourware to 40 million players: how Epic made a massive success of Fortnite. PCGamesN (англ.). Архів оригіналу за 1 грудня 2017. Процитовано 15 квітня 2022.
119. ↑  Robinson, Martin (11 серпня 2017). The big Cliff Bleszinski interview. Eurogamer (англ.). Архів оригіналу за 18 квітня 2022. Процитовано 27 квітня 2022.
120. ↑  Makuch, Eddie (15 червня 2019). Fortnite Could Have Been Canceled, Epic's Former Dev Boss Reveals At E3 2019. GameSpot (англ.). Архів оригіналу за 15 квітня 2022. Процитовано 27 квітня 2022.
121. ↑  Makuch, Eddie (1 листопада 2013). Epic on Fortnite release — "It won't be this year". GameSpot (англ.). Архів оригіналу за 1 грудня 2017. Процитовано 27 квітня 2022.
122. ↑  Orland, Kyle (8 червня 2015). Hands-on: Fortnite is an overwhelming zombie defense experience. Ars Technica (англ.). Архів оригіналу за 8 грудня 2017. Процитовано 16 квітня 2022.
123. ↑  Game Informer Issue 253 (May 2014) (англ.). 6 серпня 2024. с. 58—61.
124. ↑  McWhertor, Michael (1 грудня 2014). Epic Games kicks off Fortnite alpha on Dec. 2. Polygon (англ.). Архів оригіналу за 30 липня 2017. Процитовано 16 квітня 2022.
125. ↑  Good, Owen S. (24 березня 2015). Fortnite kicks off second closed alpha with a livestream this afternoon. Polygon (англ.). Архів оригіналу за 29 липня 2017. Процитовано 16 квітня 2022.
126. ↑  Tach, Dave (8 червня 2015). Epic's Fortnite coming to Mac, beta hits this fall. Polygon (англ.). Архів оригіналу за 29 липня 2017. Процитовано 16 квітня 2022.
127. 1 2 3 4  Hall, Charlie (8 червня 2017). Fortnite announces early access release, hands-on the unfinished game. Polygon (англ.). Архів оригіналу за 14 грудня 2017. Процитовано 16 квітня 2022.
128. ↑  Nunneley-Jackson, Stephany (21 липня 2017). Fortnite Early Access has started for those who pre-ordered Founder's Packs. VG247 (англ.). Архів оригіналу за 22 квітня 2022. Процитовано 27 квітня 2022.
129. 1 2 3 4  The Story Behind 'Fortnite's' Less Popular Mode. Rolling Stone. Архів оригіналу за 22 березня 2018. Процитовано 27 липня 2025.
130. ↑  Phillips, Tom (21 червня 2017). Gearbox to publish Epic's Fortnite on disc. Eurogamer (англ.). Архів оригіналу за 16 квітня 2022. Процитовано 27 квітня 2022.
131. ↑  Hall, Charlie (4 грудня 2017). PUBG has dominated 2017, here’s how it happened. Polygon (амер.). Архів оригіналу за 25 березня 2019. Процитовано 27 липня 2025.
132. ↑  Fortnite's Battle Royale Mode Was Designed During An Uber Ride. Kotaku (англ.). 22 квітня 2024. Архів оригіналу за 22 квітня 2024. Процитовано 27 липня 2025.
133. ↑  Chalk, Andy (12 вересня 2017). Fortnite Battle Royale is a 100-player last-man-standing mode, coming this month. PC Gamer (англ.). Архів оригіналу за 25 грудня 2017. Процитовано 16 квітня 2022.
134. 1 2 3 4 5  Q&A: How Epic pared down Fortnite Battle Royale to be fast and approachable. Game Developer (англ.). 14 березня 2018. Архів оригіналу за 13 квітня 2022. Процитовано 16 квітня 2022.
135. ↑  Duggan, James (17 квітня 2018). How Fortnite Became the Biggest Game in the World - IGN Expert Mode. IGN (англ.). Архів оригіналу за 18 квітня 2018. Процитовано 16 квітня 2022.
136. 1 2 3  Davenport, James (22 березня 2018). Fortnite Battle Royale was developed in just two months, wasn't originally free-to-play. PC Gamer (англ.). Архів оригіналу за 22 березня 2018. Процитовано 16 квітня 2022.
137. ↑  Plante, Chris (20 вересня 2017). Fortnite: Battle Royale will beat PUBG to consoles and be free-to-play. Polygon (англ.). Архів оригіналу за 1 грудня 2017. Процитовано 16 квітня 2022.
138. ↑  Hall, Charlie (22 вересня 2017). PUBG and Fortnite's argument raises the question: Can you own a genre?. Polygon (англ.). Архів оригіналу за 23 вересня 2017. Процитовано 16 квітня 2022.
139. ↑  Skipper, Ben (22 вересня 2017). PlayerUnknown's Battlegrounds team issues threat over 'carbon copy' battle royale mode in Epic Games' Fortnite. International Business Times UK (англ.). Архів оригіналу за 16 квітня 2022. Процитовано 27 квітня 2022.
140. ↑  Livingston, Christopher (23 вересня 2017). PUBG exec clarifies objection to Fortnite Battle Royale: 'it's not about the idea itself, it's about Epic Games'. PC Gamer (англ.). Архів оригіналу за 23 вересня 2017. Процитовано 27 квітня 2022.
141. ↑  Crecente, Brian (27 січня 2018). 'Fortnite': Evolution of World's Largest Battle Royale Game. Rolling Stone (англ.). Архів оригіналу за 27 січня 2018. Процитовано 16 квітня 2022.
142. ↑  Makuch, Eddie (17 січня 2018). Fortnite's Huge Success Means Its Studio's Other Game Might Not Live On. GameSpot (англ.). Архів оригіналу за 27 січня 2018. Процитовано 27 квітня 2022.
143. ↑  Schreier, Jason (26 січня 2018). After Fortnite's Massive Success, Epic Shuts Down Paragon. Kotaku (англ.). Архів оригіналу за 26 січня 2018. Процитовано 27 квітня 2022.
144. ↑  Makuch, Eddie (5 грудня 2018). Amid Fortnite's Success, New Unreal Tournament Stops Development At Epic Games. GameSpot (англ.). Архів оригіналу за 5 грудня 2018. Процитовано 27 квітня 2022.
145. ↑  Hastings, Dan (16 лютого 2018). Could Fortnite's Save The World mode be next on Epic's kill list?. VG247 (англ.). Архів оригіналу за 16 квітня 2022. Процитовано 27 квітня 2022.
146. ↑  Winkie, Luke (3 квітня 2018). How Fortnite PvE fans feel about Battle Royale taking over the game they love. PC Gamer (англ.). Архів оригіналу за 3 квітня 2018. Процитовано 16 квітня 2022.
147. 1 2  Arif, Shabana (22 жовтня 2018). Fortnite's Save the World free-to-play launch pushed back to next year at the earliest. VG247 (англ.). Архів оригіналу за 16 квітня 2022. Процитовано 27 квітня 2022.
148. ↑  Fogel, Stefanie (13 листопада 2018). Big Changes Are Coming To ‘Fortnite’s’ Save The World Campaign. Variety (англ.). Архів оригіналу за 24 березня 2022. Процитовано 27 квітня 2022.
149. ↑  Chalk, Andy (25 січня 2019). Fortnite Save the World's loot boxes will let you see what's inside them before you buy. PC Gamer (англ.). Архів оригіналу за 24 березня 2022. Процитовано 27 квітня 2022.
150. ↑  Valentine, Rebekah (30 червня 2020). Fortnite drops early access label as Save the World enters full release. GamesIndustry.biz (англ.). Архів оригіналу за 15 січня 2025. Процитовано 27 грудня 2024.
151. 1 2  Kuchera, Ben (5 грудня 2018). Fortnite Creative to launch tomorrow for Battle Pass owners. Polygon (амер.). Архів оригіналу за 8 листопада 2020. Процитовано 27 липня 2025.
152. 1 2  Omerovic, Semir (5 грудня 2018). Fortnite getting new Creative Mode in season 7. AltChar (англ.). Архів оригіналу за 26 грудня 2024. Процитовано 26 грудня 2024.
153. 1 2 3 4  State of development creative. Epic Games' Fortnite (англ.). 30 січня 2019. Архів оригіналу за 16 січня 2025. Процитовано 26 лютого 2025.
154. ↑  v8.40 Patch Notes. Epic Games' Fortnite (амер.). Процитовано 27 липня 2025.
155. ↑  Francis, Bryant. Epic and Time Magazine debut interactive MLK Jr. exhibit in Fortnite. Gamasutra (англ.). Архів оригіналу за 27 серпня 2021. Процитовано 16 квітня 2022.
156. ↑  What are the system requirements for Fortnite on PC?. Epic Games Support. Архів оригіналу за 8 грудня 2024. Процитовано 27 грудня 2024.
157. ↑  Braz, Vitor (18 листопада 2019). Fortnite 11.20 update adds DirectX 12 support. Game Revolution (англ.). Архів оригіналу за 26 грудня 2024. Процитовано 26 грудня 2024.
158. ↑  Plant, Logan (8 грудня 2021). Fortnite Is Officially Moving to Unreal Engine 5. IGN (англ.). Архів оригіналу за 26 березня 2023. Процитовано 26 березня 2023.
159. ↑  Tassi, Paul. ‘Fortnite’ Chapter 4 Got A Must-See Visual Upgrade With Unreal Engine 5.1. Forbes (англ.). Процитовано 26 грудня 2024.
160. ↑  Chalk, Andy (10 березня 2023). Fortnite drops Windows 7 and 8 support. PC Gamer (англ.). Архів оригіналу за 26 грудня 2024. Процитовано 26 грудня 2024.
161. ↑  Kain, Erik. ‘Unreal Editor For Fortnite’ Is Now Available In Public Beta: Here’s How It Works. Forbes (англ.). Архів оригіналу за 26 грудня 2024. Процитовано 26 грудня 2024.
162. ↑  Porto, Chad (12 червня 2022). Leaked details of the new Fortnite Creative 2.0 are interesting. Forever Fortnite (англ.). Архів оригіналу за 14 листопада 2022. Процитовано 14 листопада 2022.
163. ↑  Vincent, Hadley (23 березня 2023). How to Play Forest Guardian in Fortnite - Creative 2.0 Code. Gamer Journalist (англ.). Процитовано 27 липня 2025.
164. ↑  Sabarwal, Rishabh (25 березня 2023). How to enroll to Fortnite Island Creator program - Engagement payout, restrictions, and more. Sportskeeda (англ.). Архів оригіналу за 8 червня 2023. Процитовано 27 грудня 2024.
165. ↑  Peters, Jay (29 березня 2023). Fortnite now shows how many people are playing Battle Royale — and every other island. The Verge (англ.). Архів оригіналу за 21 листопада 2023. Процитовано 21 листопада 2023.
166. ↑  Taylor, Josh (9 листопада 2023). How to get Michael Myers Halloween skin in Fortnite. Dexerto(інші мови) (англ.). Архів оригіналу за 21 листопада 2023. Процитовано 21 листопада 2023.
167. ↑  Peters, Jay (11 жовтня 2023). Fortnite is pushing creator-made maps with a YouTube-like redesign. The Verge (англ.). Архів оригіналу за 19 грудня 2024. Процитовано 27 грудня 2024.
168. ↑  Lyles, Taylor (3 жовтня 2023). Epic Games Adding Age Ratings for All Fortnite Experiences. IGN (англ.). Процитовано 27 грудня 2024.
169. ↑  Wolens, Joshua (17 листопада 2023). Fortnite players revolt as the game's 'Roblox-ification' with baffling age ratings stops them accessing paid cosmetics. PC Gamer (англ.). Архів оригіналу за 20 листопада 2023. Процитовано 21 листопада 2023.
170. ↑  Wales, Matt (17 листопада 2023). Fortnite promises fixes after age ratings update frustrates players with 'inappropriate' cosmetics. Eurogamer (англ.). Архів оригіналу за 15 січня 2025. Процитовано 27 грудня 2024.
171. ↑  Phillips, Tom (2 грудня 2023). Fortnite's The Big Bang event was a blast of marketing for the game's multi-genre future. Eurogamer (англ.). Процитовано 27 грудня 2024.
172. ↑  Parijat, Shubhankar. Epic Games Announces Three New Games for Fortnite – LEGO Fortnite, Rocket Racing, and Fortnite Festival. GamingBolt (амер.). Архів оригіналу за 14 червня 2025. Процитовано 30 липня 2025.
173. ↑  Задворський, Максим (6 січня 2024). У Fortnite можуть з'явитися три нові ігрові режими. 24 канал (укр.). Архів оригіналу за 28 лютого 2024. Процитовано 30 липня 2025.
174. ↑  Sabarwal, Rishabh (12 червня 2024). Fortnite update 30.10 patch notes: Metallica concert, new weapons & more. Dexerto(інші мови) (англ.). Архів оригіналу за 25 липня 2025. Процитовано 30 липня 2025.
175. ↑  Назаренко, Іван (9 грудня 2024). GTA 6 у Fortnite буде доступна вже 12 грудня. УНІАН (укр.). Архів оригіналу за 14 грудня 2024. Процитовано 14 грудня 2024.
176. ↑  Lego Fortnite Expeditions is a mission-based PvE mode where you're up against an evil mask maker. Eurogamer (англ.). 17 червня 2025. Архів оригіналу за 26 червня 2025. Процитовано 20 липня 2025.
177. ↑  Marnell, Blair (11 грудня 2024). Fortnite's 5v5 First-Person Ballistic Mode Is Now Live. GameSpot (амер.). Архів оригіналу за 13 грудня 2024. Процитовано 30 липня 2025.
178. 1 2  Kerr, Chris (20 березня 2024). Unreal Engine blockbusters and UEFN tools take centre stage at State of Unreal. Game Developer (англ.). Архів оригіналу за 25 грудня 2024. Процитовано 27 грудня 2024.
179. ↑  Roberts, Zach (24 січня 2025). Fortnite Reveals Incredible Creative Mode Stats. Esports.net (амер.). Процитовано 30 липня 2025.
180. 1 2 3  Takahashi, Dean (23 січня 2025). Fortnite by the numbers: $342M paid to creators in 2024, with creators tripling to 70,000. GamesBeat (амер.). Процитовано 30 липня 2025.
181. ↑  Rise of Fortnite Creators: $352 Million Paid in 2024 Alone. MitchCactus (амер.). 30 січня 2025. Архів оригіналу за 13 травня 2025. Процитовано 30 липня 2025.
182. 1 2  Lee, Alexander (10 червня 2025). Epic aims to boost originality in Fortnite’s creator ecosystem. Digiday(інші мови) (амер.). Архів оригіналу за 25 липня 2025. Процитовано 30 липня 2025.
183. ↑  Fortnite Airphoria Island Code and Rewards - Fortnite Guide. IGN (англ.). 21 червня 2023. Процитовано 30 липня 2025.
184. ↑  Mentos Brings Cola Inspired 'Fizzooka' To Fortnite Creative. Creative Salon (англ.). Процитовано 30 липня 2025.
185. ↑  Islam, Arif (23 липня 2024). Manchester City become first soccer club to launch Fortnite creative map. SportsPro(інші мови) (брит.). Процитовано 30 липня 2025.
186. ↑  Roberts, Zach (13 вересня 2024). Tetris is coming to Fortnite Creative: Everything you need to know. Esports.net (амер.). Процитовано 30 липня 2025.
187. ↑  Blanco, Arianne. US Presidential candidate Kamala Harris unveils custom Fortnite map ahead of US 2024 Elections. GosuGamers (брит.). Архів оригіналу за 16 травня 2025. Процитовано 30 липня 2025.
188. ↑  Яковенко, Ірина (27 березня 2024). У Fortnite відтворили майдан Незалежності для збору донейтів. The Village Україна (укр.). Архів оригіналу за 27 березня 2024. Процитовано 30 липня 2025.
189. ↑  Дзюба, Олексій (30 травня 2024). «Якби це був комерційний проєкт, ми б говорили про шестизначні цифри». Як у Fortnite створили мапу з Майданом, яка допомагає збирати гроші на відбудову амбулаторії на Миколаївщині. dev.ua (укр.). Архів оригіналу за 22 квітня 2025. Процитовано 30 липня 2025.
190. ↑  Feldman, Brian (12 липня 2018). Fortnite Has Become the Instagram of Video Games. New York Magazine's Intelligencer (англ.). Архів оригіналу за 16 квітня 2022. Процитовано 16 квітня 2022.
191. 1 2  Goslin, Austen (13 червня 2018). Ninja and Marshmello win Epic’s E3 2018 Fortnite Pro Am. Polygon (амер.). Архів оригіналу за 13 червня 2018. Процитовано 19 липня 2025.
192. ↑  Fortnite: Drake and Ninja's Twitch battle gets huge crowd. BBC (брит.). 15 березня 2018. Архів оригіналу за 16 травня 2024. Процитовано 19 липня 2025.
193. ↑  Goslin, Austen (15 травня 2019). Here are all the players for the 2019 Fortnite celebrity Pro-Am. Polygon (амер.). Архів оригіналу за 15 травня 2019. Процитовано 19 липня 2025.
194. ↑  Matney, Lucas (22 травня 2018). Epic Games will pump $100 million into Fortnite eSports competitions. TechCrunch (амер.). Архів оригіналу за 19 грудня 2024. Процитовано 19 липня 2025.
195. ↑  Bankhurst, Adam (11 липня 2018). Fortnite Summer Skirmish Series Announced With Prize Pool of $8 Million. IGN Southeast Asia (англ.). Процитовано 19 липня 2025.
196. ↑  Kuchera, Ben (16 липня 2018). Fortnite’s first Summer Skirmish event was a disaster. Polygon (амер.). Процитовано 19 липня 2025.
197. ↑  Tassi, Paul (20 липня 2018). Fortnite's Second Summer Skirmish Was Still Kind Of A Mess [Update: Epic Stands Behind Winner]. Forbes (англ.). Архів оригіналу за 25 лютого 2024. Процитовано 19 липня 2025.
198. ↑  Fortnite’s Fall Skirmish 2018 Prize Pool Worth $10 Million. Game Rant (англ.). 11 вересня 2018. Процитовано 19 липня 2025.
199. ↑  Stuart, Keith (22 лютого 2019). Fortnite World Cup to feature $130m prize pot and a New York final. The Guardian (брит.). ISSN 0261-3077. Процитовано 19 липня 2025.
200. ↑  Webb, Kevin (30 липня 2019). The $30 million Fortnite World Cup was a spectacular esports experience for fans and players alike. Here's what it was like to attend. Business Insider (амер.). Архів оригіналу за 31 липня 2019. Процитовано 19 липня 2025.
201. 1 2  Gera, Emily (18 квітня 2019). Epic Games Announces Community-Driven ‘Fortnite’ Creative World Cup. Variety (амер.). Архів оригіналу за 6 березня 2023. Процитовано 19 липня 2025.
202. ↑  Lozano, Kurt (29 липня 2019). Epic announces the Fortnite Championship Series. ONE Esports (англ.). Архів оригіналу за 26 грудня 2024. Процитовано 26 грудня 2024.
203. ↑  Ashley, Jordan (12 травня 2025). All FNCS Winners: complete list in order (Chapters 1 to 6). Esports.net (амер.). Архів оригіналу за 27 липня 2025. Процитовано 27 липня 2025.
204. ↑  Coulson, Josh (28 квітня 2020). How To Get Fortnite's Rarest Item Of All: The Axe Of Champions. TheGamer (англ.). Архів оригіналу за 12 травня 2020. Процитовано 26 грудня 2024.
205. 1 2  Ashley, Jordan (14 листопада 2024). FNCS 2025 Preview - New Pickaxe and Trios Format Coming. Esports.net (амер.). Процитовано 19 липня 2025.
206. ↑  Fortnite esports teams statistics. Esports Charts (англ.). 24 червня 2025. Архів оригіналу за 4 серпня 2021. Процитовано 19 липня 2025.
207. ↑  Fortnite Org Leaderboard - Fortnite Esports. Fortnite Tracker (англ.). 24 червня 2025. Архів оригіналу за 26 вересня 2024. Процитовано 19 липня 2025.
208. ↑  Fairfax, Zackerie (28 березня 2021). Fortnite’s Competitive Format Ruins Its Chances To Become An Enjoyable Esport. ScreenRant (англ.). Архів оригіналу за 24 травня 2022. Процитовано 27 липня 2025.
209. ↑  Новини кіберспорту: організація Natus Vincere відмовилася від підрозділу з Fortnite і підписала гравця в Valorant. ТСН (укр.). 18 червня 2021. Архів оригіналу за 10 липня 2025. Процитовано 19 липня 2025.
210. ↑  Snavely, Adam (28 грудня 2022). Sentinels abandons competitive Fortnite, leaving a former world champ teamless. Dot Esports (амер.). Архів оригіналу за 20 січня 2023. Процитовано 19 липня 2025.
211. ↑  Team Vitality is leaving Fortnite. EGamersWorld (англ.). 16 грудня 2022. Архів оригіналу за 12 червня 2025. Процитовано 19 липня 2025.
212. ↑  Hernandez, Patricia (18 квітня 2019). Fortnite’s Creative Mode gets $3M tournament. Polygon (амер.). Архів оригіналу за 12 травня 2025. Процитовано 27 липня 2025.
213. ↑  Pryor, Matt (13 січня 2021). Fortnite: TheGrefg Floor Is Lava Tournament Format, Prize Pool, Scoring System & More!. ESTNN (амер.). Архів оригіналу за 20 квітня 2025. Процитовано 27 липня 2025.
214. ↑  Ashley, Jordan (26 березня 2025). Fortnite Zero Builds Tournaments - Any Big Events In C6?. Hotspawn (амер.). Процитовано 27 липня 2025.
215. ↑  Claudino, Ashely (17 липня 2025). Fortnite: Champion Crystal FNCS Cup Guide (Get Champion Crystal Skin Early). Game Rant (англ.). Процитовано 27 липня 2025.
216. ↑  Wood, Austin (27 березня 2019). Fortnite update 8.20 adds ranked Arena mode and a Floor is Lava LTM. GamesRadar (англ.). Процитовано 27 грудня 2024.
217. 1 2 3 4  Pryor, Matt (5 квітня 2021). Fortnite: Arena Mode Explained - Hype, Bus Fare, Storm Surge, Divisions & More. ESTNN (амер.). Процитовано 27 липня 2025.
218. 1 2  Goslin, Austen (27 березня 2019). Fortnite’s latest patch turns the floor to lava. Polygon (амер.). Архів оригіналу за 3 травня 2025. Процитовано 27 липня 2025.
219. ↑  Abbott, Harrison (20 липня 2021). 'Fortnite' Has Made Equipping Your Favourite Guns Easier Than Ever Before. Newsweek (англ.). Архів оригіналу за 27 березня 2023. Процитовано 27 липня 2025.
220. ↑  Knight, Kyle (23 березня 2021). Fortnite: Arena Box Fight - New Mode Explained, Arena Points Reset. DualShockers (англ.). Процитовано 27 липня 2025.
221. ↑  Coles, Jason (13 липня 2022). Fortnite Zero Build Arena is finally here. PCGamesN (амер.). Архів оригіналу за 15 квітня 2024. Процитовано 27 липня 2025.
222. 1 2  Huxley, Ben (19 травня 2023). Fortnite Ranked system explained: Leaderboard, game modes, rewards & rankings. Radio Times(інші мови) (англ.). Архів оригіналу за 21 квітня 2025. Процитовано 27 грудня 2024.
223. 1 2  Augustin, Timothy (2023-05-015). Fortnite is finally introducing a ranked mode for Battle Royale. GosuGamers (брит.). Архів оригіналу за 25 травня 2025. Процитовано 27 липня 2025.
224. ↑  Demirkol, Onur (19 вересня 2024). Fortnite Ranks Explained: How It Works and More. TheSpike.gg (англ.). Архів оригіналу за 3 листопада 2024. Процитовано 27 липня 2025.
225. 1 2  Donnellan, Jimmy (16 травня 2023). Fortnite Ranked Explained: Ranks, Progression, Rewards & More. Cultured Vultures (амер.). Архів оригіналу за 24 квітня 2025. Процитовано 27 липня 2025.
226. ↑  Saunders, Toby (11 грудня 2023). Fortnite Rocket Racing gold | All ranks & how to get gold rank explained. Radio Times(інші мови) (брит.). Архів оригіналу за 5 липня 2025. Процитовано 27 липня 2025.
227. ↑  Caruso, Michael (13 грудня 2024). Fortnite: Does Ballistic Mode Have Ranked? - Leaderboard, Top Player, & More. Esports Illustrated On SI (амер.). Архів оригіналу за 16 грудня 2024. Процитовано 27 липня 2025.
228. ↑  Petite, Steven (2 квітня 2018). Fortnite: Battle Royale review. Digital Trends(інші мови) (амер.). Архів оригіналу за 18 червня 2025. Процитовано 19 липня 2025.
229. ↑  King, Jade (8 серпня 2020). Fortnite Review. Trusted Reviews(інші мови) (брит.). Архів оригіналу за 25 грудня 2024. Процитовано 19 липня 2025.
230. ↑  Stuart, Keith (11 грудня 2018). Fortnite's new Creative mode: a game-changer. The Guardian (брит.). ISSN 0261-3077. Процитовано 19 липня 2025.
231. ↑  Green, Jake (11 грудня 2023). Lego Fortnite review - an epically moreish Minecraft competitor. TechRadar (англ.). Процитовано 19 липня 2025.
232. ↑  LEGO Fortnite review: Epic’s Minecraft competitor is worth the hype. Dexerto(інші мови) (англ.). 23 грудня 2023. Процитовано 19 липня 2025.
233. ↑  Andrea, Talia (11 січня 2024). 'Fortnite Festival' Review: A Fire Festival, Or Like Fyre Festival?. STRAND Magazine (англ.). Архів оригіналу за 15 березня 2025. Процитовано 19 липня 2025.
234. ↑  Green, Jake (12 грудня 2023). Rocket Racing review - A hyper-polished racer that fails to stand out. TechRadar (англ.). Архів оригіналу за 19 лютого 2024. Процитовано 19 липня 2025.
235. ↑  Collins, Arthur (18 грудня 2023). Review: Fortnite Rocket Racing got me to play Fortnite again. GameCrate (англ.). Архів оригіналу за 30 травня 2025. Процитовано 19 липня 2025.
236. ↑  Wacholz, Charlie (11 вересня 2024). Fortnite Review - 2024. IGN (англ.). Архів оригіналу за 4 травня 2025. Процитовано 19 липня 2025.
237. ↑  Tsukayama, Hayley (3 квітня 2018). Everything you need to know about Fortnite and why it’s so popular. The Washington Post (амер.). ISSN 0190-8286. Архів оригіналу за 3 квітня 2018. Процитовано 27 липня 2025.
238. ↑  Tassi, Paul (12 жовтня 2017). 'Fortnite' Has Amassed 10 Million Battle Royale Players In Just Two Weeks. Forbes (англ.). Процитовано 26 грудня 2024.
239. ↑  Palmeri, Christopher (23 березня 2018). The New Shooter Game That Keeps Activision, Take-Two Up at Night. Bloomberg (англ.). Архів оригіналу за 20 жовтня 2021. Процитовано 26 грудня 2024.
240. ↑  Statt, Nick (13 червня 2018). Fortnite now has 125 million players just one year after launch. The Verge (англ.). Архів оригіналу за 13 червня 2018. Процитовано 26 грудня 2024.
241. ↑  Palmeri, Christopher (26 листопада 2018). Fortnite Now Has 200 Million Players, Up 60% From the Last Count. Bloomberg (англ.). Архів оригіналу за 28 листопада 2018. Процитовано 27 квітня 2022.
242. ↑  Kuchera, Ben (13 червня 2018). Fortnite on the Nintendo Switch has already been downloaded 2M times. Polygon (англ.). Процитовано 26 грудня 2024.
243. ↑  Duwe, Scott (16 липня 2018). Fortnite's season 5 debut broke internet traffic records in the US. Dot Esports (англ.). Архів оригіналу за 26 грудня 2024. Процитовано 26 грудня 2024.
244. ↑  Conditt, Jessica (20 березня 2019). Epic Games has 250 million 'Fortnite' players and a lot of plans. Engadget (амер.). Архів оригіналу за 20 березня 2019. Процитовано 31 липня 2025.
245. ↑  Gilbert, Ben (20 березня 2019). How big is 'Fortnite'? With nearly 250 million players, it's over two-thirds the size of the US population. Business Insider (амер.). Архів оригіналу за 3 червня 2025. Процитовано 31 липня 2025.
246. ↑  Fortnite Battle Royale Won by Capturing the Minecraft Generation. USgamer (англ.). Архів оригіналу за 27 березня 2018. Процитовано 27 липня 2025.
247. ↑  Tsukayama, Hayley (3 квітня 2018). Everything you need to know about Fortnite and why it’s so popular. The Washington Post (амер.). ISSN 0190-8286. Архів оригіналу за 3 квітня 2018. Процитовано 27 липня 2025.
248. ↑  Taylor, Josh (6 березня 2024). Every single Fortnite collab & crossover in battle royale’s history. Dexerto (англ.).
249. 1 2 3  Jordan, Ashley (10 липня 2025). All Fortnite Collabs - Every Crossover In 2025 And Big Leaks. Hotspawn (амер.). Процитовано 14 липня 2025.
250. ↑  Peters, Jay (16 серпня 2024). Fortnite’s next Marvel season features a whole lot of Doctor Doom. The Verge (амер.). Архів оригіналу за 8 червня 2025. Процитовано 14 липня 2025.
251. ↑  Smith, Andrew (1 липня 2022). All Fortnite Live Events So Far. GameSpot (амер.). Архів оригіналу за 29 червня 2024. Процитовано 27 липня 2025.
252. ↑  Данилов, Олег (24 квітня 2020). Виртуальный концерт рэпера Трэвиса Скотта в Fortnite привлек 15,2 млн. зрителей. ITC.ua (рос.). Архів оригіналу за 27 квітня 2022. Процитовано 27 квітня 2022.
253. ↑  Megarry, Daniel (5 лютого 2024). Fortnite dances list: All Tiktok emotes & Icon Series songs. Dexerto(інші мови) (англ.). Архів оригіналу за 3 липня 2025. Процитовано 27 липня 2025.
254. ↑  Erdmann, Kevin (11 червня 2022). Marvel & DC's New Crossover Is Only Possible Because of Fortnite. Screen Rant (англ.). Архів оригіналу за 24 червня 2022. Процитовано 27 липня 2025.
255. ↑  Webster, Andrew (25 квітня 2021). With Batman: Zero Point, Fortnite’s lore makes a lot more sense. The Verge (англ.). Архів оригіналу за 7 грудня 2024. Процитовано 27 грудня 2024.
256. ↑  King, Samantha (15 жовтня 2021). Batman Collides With Fortnite Again In Zero Point Sequel Comic. Screen Rant (англ.). Архів оригіналу за 2 вересня 2022. Процитовано 27 грудня 2024.
257. ↑  Carter, Justin (27 лютого 2022). Fortnite Goes Back to Marvel for New Zero War Crossover Comic. Gizmodo (англ.). Процитовано 27 грудня 2024.
258. ↑  Buckley, Madeleine (26 лютого 2021). Get Ready for a Batman/Fortnite Comic Book Miniseries. The Pop Insider (амер.). Архів оригіналу за 5 жовтня 2024. Процитовано 27 липня 2025.
259. ↑  Lang, Brad (25 лютого 2022). Marvel Announces Fortnite Crossover Comic with Digital Unlock Codes. CBR (англ.). Процитовано 27 липня 2025.
260. ↑  Makuch, Eddie (8 грудня 2017). The Game Awards 2017 Winners Headlined By Zelda: Breath Of The Wild's Game Of The Year. GameSpot (англ.). Архів оригіналу за 9 грудня 2017. Процитовано 22 січня 2018.
261. ↑  Giardina, Carolyn (16 січня 2018). Visual Effects Society Awards: 'Apes,' 'Blade Runner 2049' Lead Feature Nominees. The Hollywood Reporter (англ.). Архів оригіналу за 16 січня 2018. Процитовано 22 січня 2018.
262. ↑  Giardina, Carolyn (13 лютого 2018). Visual Effects Society Awards: 'War for the Planet of the Apes' Wins Big. The Hollywood Reporter (англ.). Архів оригіналу за 14 лютого 2018. Процитовано 13 лютого 2018.
263. ↑  Makuch, Eddie (14 січня 2018). Game Of The Year Nominees Announced For DICE Awards. GameSpot (англ.). Архів оригіналу за 17 січня 2018. Процитовано 17 січня 2018.
264. ↑  Makuch, Eddie (22 лютого 2018). Legend Of Zelda: Breath Of The Wild Wins Game Of The Year At DICE Awards. GameSpot (англ.). Архів оригіналу за 23 лютого 2018. Процитовано 23 лютого 2018.
265. ↑  McNeill, Andrew (31 січня 2018). Here Are Your 2018 SXSW Gaming Awards Finalists!. SXSW (англ.). Архів оригіналу за 1 лютого 2018. Процитовано 1 лютого 2018.
266. ↑  2018 SXSW Gaming Awards Winners Revealed. IGN. 17 березня 2018. Архів оригіналу за 18 березня 2018. Процитовано 18 березня 2018.
267. ↑  DeAlessandri, Marie (15 березня 2018). Hellblade: Senua's Sacrifice at forefront of BAFTA Games Awards nominations. MCV. Архів оригіналу за 16 березня 2018. Процитовано 16 березня 2018.
268. ↑  Makedonski, Brett (12 квітня 2018). BAFTA names What Remains of Edith Finch its best game of 2017. Destructoid (англ.). Архів оригіналу за 25 квітня 2018. Процитовано 13 квітня 2018.
269. ↑  Kaufman, Gil (24 квітня 2018). JAY-Z, RuPaul, Lady Gaga, Katy Perry & Kourtney Kardashian Among 2018 Webby Award Winners: See the Full List. Billboard (англ.). Архів оригіналу за 25 квітня 2018. Процитовано 24 квітня 2018.
270. ↑  Faller, Patrick (28 червня 2018). E3 2018: Game Critics Awards Nominations Revealed: Anthem, Super Smash Bros. Ultimate Top The List. GameSpot (англ.). Архів оригіналу за 29 червня 2018. Процитовано 29 червня 2018.
271. ↑  Shanley, Patrick (2 липня 2018). Game Critics Awards: Best of E3 2018 Winners Revealed. The Hollywood Reporter (англ.). Архів оригіналу за 2 липня 2018. Процитовано 2 липня 2018.
272. ↑  Announcing the Develop Awards 2018 nominations shortlist. MCV (англ.). 21 травня 2018. Архів оригіналу за 16 червня 2021. Процитовано 4 вересня 2018.
273. ↑  Barton, Seth (12 липня 2018). The Develop Awards 2018: All the winners!. MCV (англ.). Архів оригіналу за 13 лютого 2021. Процитовано 5 вересня 2018.
274. ↑  Cohen, Jess (22 червня 2018). Teen Choice Awards 2018: Avengers: Infinity War, Black Panther and Riverdale Among Top Nominees. E!(інші мови) (англ.). Архів оригіналу за 13 червня 2018. Процитовано 25 червня 2018.
275. ↑  Ramos, Dino-Ray (12 серпня 2018). Teen Choice Awards: 'Riverdale', 'Infinity War', 'Black Panther' Among Top Honorees – Full Winners List. Deadline.com (англ.). Архів оригіналу за 13 серпня 2018. Процитовано 13 серпня 2018.
276. ↑  Teen Awards: Little Mix, BTS and Cardi B winners at Radio 1 awards. BBC (англ.). 21 жовтня 2018. Архів оригіналу за 7 серпня 2019. Процитовано 7 серпня 2019.
277. ↑  Hoggins, Tom (24 вересня 2018). Golden Joysticks 2018 nominees announced, voting open now. The Daily Telegraph (англ.). Архів оригіналу за 11 жовтня 2018. Процитовано 7 жовтня 2018.
278. ↑  Andronico, Michael (26 жовтня 2018). Golden Joystick Awards: Vote for Ultimate Game of the Year. Tom's Guide (англ.). Архів оригіналу за 26 жовтня 2018. Процитовано 14 листопада 2018.
279. ↑  Sheridan, Connor (16 листопада 2018). Golden Joystick Awards 2018 winners: God of War wins big but Fortnite gets Victory Royale. GamesRadar+ (англ.). Архів оригіналу за 16 листопада 2018. Процитовано 16 листопада 2018.
280. ↑  Crecente, Brian (13 листопада 2018). 'God of War,' 'Red Dead Redemption II' Tie For Most Game Awards Noms. Variety (англ.). Архів оригіналу за 13 листопада 2018. Процитовано 13 листопада 2018.
281. ↑  Crowd, Dan (6 грудня 2018). The Game Awards 2018: All The Winners. IGN (англ.). Архів оригіналу за 7 грудня 2018. Процитовано 6 грудня 2018.
282. ↑  2018 Gamers' Choice Awards. Gamers' Choice Awards(інші мови) (англ.). 9 грудня 2018. Архів оригіналу за 3 січня 2019. Процитовано 3 січня 2018.
283. ↑  Makuch, Eddie (10 січня 2019). God Of War, Spider-Man Lead DICE Awards; Here's All The Nominees. GameSpot (англ.). Архів оригіналу за 11 січня 2019. Процитовано 14 січня 2019.
284. ↑  Nunneley, Stephany (14 лютого 2019). God of War takes home Game of the Year, eight other awards at 2019 D.I.C.E. Awards. VG247 (англ.). Архів оригіналу за 14 лютого 2019. Процитовано 14 лютого 2019.
285. ↑  Fogel, Stefanie (14 березня 2019). 'God of War,' 'Red Dead 2' Lead BAFTA Game Awards Nominations. Variety (англ.). Архів оригіналу за 15 березня 2019. Процитовано 15 березня 2019.
286. ↑  Fox, Chris; Kleinman, Zoe (4 квітня 2019). God of War wins best game at Bafta Awards. BBC (англ.). Архів оригіналу за 28 серпня 2019. Процитовано 4 квітня 2019.
287. ↑  【速報】ファミ通アワード2018 ゲーム・オブ・ザ・イヤーは『モンスターハンター：ワールド』と『大乱闘スマッシュブラザーズ SPECIAL』がダブル受賞！（大賞受賞画像・コメント追加）. Famitsu (яп.). 5 квітня 2019. Архів оригіналу за 5 квітня 2019. Процитовано 25 травня 2019.
288. ↑  Liao, Shannon (23 квітня 2019). Here are all the winners of the 2019 Webby Awards. The Verge (англ.). Архів оригіналу за 23 квітня 2019. Процитовано 25 квітня 2019.
289. ↑  Nunneley, Stephany (27 червня 2019). E3 2019 Game Critics Awards – Final Fantasy 7 Remake wins Best of Show. VG247 (англ.). Архів оригіналу за 28 серпня 2019. Процитовано 2 липня 2019.
290. ↑  Tailby, Stephen (20 вересня 2019). Days Gone Rides Off with Three Nominations in This Year's Golden Joystick Awards. Push Square (англ.). Архів оригіналу за 20 вересня 2019. Процитовано 21 вересня 2019.
291. ↑  GamesRadar staff (15 листопада 2019). Here's every winner from this year's Golden Joystick Awards, including the Ultimate Game of the Year. GamesRadar+ (англ.). Архів оригіналу за 15 листопада 2019. Процитовано 16 листопада 2019.
292. ↑  Winslow, Jeremy (19 листопада 2019). The Game Awards 2019 Nominees Full List. GameSpot (англ.). Архів оригіналу за 23 листопада 2019. Процитовано 20 листопада 2019.
293. ↑  Makuch, Eddie (13 грудня 2019). The Game Awards 2019 Winners: Sekiro Takes Game Of The Year. GameSpot (англ.). Архів оригіналу за 13 грудня 2019. Процитовано 13 грудня 2019.
294. ↑  Stuart, Keith (3 березня 2020). Death Stranding and Control dominate Bafta games awards nominations. The Guardian (англ.). Архів оригіналу за 23 жовтня 2020. Процитовано 5 березня 2020.
295. ↑  Chilton, Louis (2 квітня 2020). Bafta Games Awards 2020: The results in full. The Independent (англ.). Архів оригіналу за 4 квітня 2020. Процитовано 3 квітня 2020.
296. ↑  Willis, Jackie (13 лютого 2020). Kids' Choice Awards 2020 Nominations: Taylor Swift, Angelina Jolie and More. Entertainment Tonight(інші мови) (англ.). Архів оригіналу за 5 травня 2020. Процитовано 3 травня 2020.
297. ↑  Stedman, Alex (10 грудня 2020). The Game Awards 2020: Complete Winners List. Variety (англ.). Архів оригіналу за 11 грудня 2020. Процитовано 12 грудня 2020.
298. ↑  Ramos, Dino-Ray (21 жовтня 2020). YouTube Streamy Awards Nominations Unveiled With David Dobrik, Emma Chamberlain And James Charles Leading The Pack. Deadline.com (амер.). Архів оригіналу за 1 листопада 2020. Процитовано 31 липня 2025.
299. ↑  Staff, Billboard (13 грудня 2020). 2020 YouTube Streamy Awards Winners: Complete List. Billboard (амер.). Процитовано 31 липня 2025.
300. ↑  Paez, Danny (26 березня 2021). Every Bafta 2021 Video Game Winner In Every Category. Screen Rant (англ.). Архів оригіналу за 11 травня 2022. Процитовано 31 липня 2025.
301. ↑  Calvario, Liz (13 березня 2021). 2021 Kids' Choice Awards: The Complete Winners List. Entertainment Tonight(інші мови) (англ.). Архів оригіналу за 15 квітня 2021. Процитовано 15 березня 2021.
302. ↑  Pryor, Matt (17 листопада 2021). The Game Awards 2021: Fortnite Nominated For Best Community Support & Best Ongoing Game. ESTNN (англ.). Архів оригіналу за 5 жовтня 2022. Процитовано 5 жовтня 2022.
303. ↑  Spangler, Todd (12 грудня 2021). 2021 YouTube Streamy Awards: Complete Winners List. Variety (амер.). Архів оригіналу за 13 грудня 2021. Процитовано 31 липня 2025.
304. ↑  Deschamps, Marc (3 березня 2022). 2022 BAFTA Games Awards Nominees Announced. ComicBook.com(інші мови) (амер.). Архів оригіналу за 9 червня 2025. Процитовано 31 липня 2025.
305. ↑  Julians, Joe (8 квітня 2022). BAFTA Games Awards 2022 | full list of winners as Returnal wins big. Radio Times(інші мови) (брит.). Архів оригіналу за 15 квітня 2022. Процитовано 31 липня 2025.
306. ↑  Panaligan, EJ; Earl, William (28 серпня 2022). MTV VMAs 2022: Taylor Swift Wins Video of the Year, Plus Full Winners List. Variety (амер.). Архів оригіналу за 29 серпня 2022. Процитовано 31 липня 2025.
307. ↑  NME Awards 2022: Nominations. Daily Mail (англ.). 27 січня 2022. Архів оригіналу за 3 червня 2025. Процитовано 31 липня 2025.
308. ↑  BandLab NME Awards 2022: Winners. NME (англ.). Архів оригіналу за 4 березня 2022. Процитовано 5 жовтня 2022.
309. ↑  Colp, Tyler (9 грудня 2022). The Game Awards 2022 results: All the winners. PC Gamer (англ.). Архів оригіналу за 10 червня 2025. Процитовано 11 грудня 2022.
310. ↑  Valev, Ivan (8 грудня 2023). The Game Awards 2023: All Winners List & GOTY. GameLeap (англ.). Архів оригіналу за 10 грудня 2023. Процитовано 10 грудня 2023.
311. ↑  Loveridge, Sam (10 листопада 2023). Here are all the Golden Joystick Awards 2023 winners. GamesRadar+ (англ.). Архів оригіналу за 10 листопада 2023. Процитовано 2 листопада 2024.
312. ↑  MacDonald, Keza (7 березня 2024). Bafta games awards 2024: Baldur’s Gate, Spider-Man and Alan Wake lead nominations. The Guardian (брит.). ISSN 0261-3077. Процитовано 31 липня 2025.
313. ↑  Cripe, Michael (11 квітня 2024). BAFTA Games Awards 2024 Winners: The Full List. IGN (англ.). Процитовано 31 липня 2025.
314. ↑  Ganadores. Equinox Latam Game Awards (ісп.). Архів оригіналу за 9 грудня 2024. Процитовано 27 липня 2025.
315. ↑  Pitão, Maria Eduarda (29 листопада 2024). Black Myth: Wukong, Balatro e mais: confira os vencedores do Equinox Latam Game Awards 2024. IGN Brasil (порт.). Архів оригіналу за 10 червня 2025. Процитовано 27 липня 2025.
316. ↑  Moore, Bo (13 грудня 2024). The Game Awards 2024 Winners: The Full List. IGN (англ.). Архів оригіналу за 13 грудня 2024. Процитовано 14 грудня 2024.
317. ↑  Fortnite sued for 'copying' rival game PUBG. BBC (брит.). 29 травня 2018. Архів оригіналу за 18 травня 2025. Процитовано 17 липня 2025.
318. ↑  Sheridan, Connor (29 травня 2018). Courtnite: The PUBG devs are suing the Fortnite devs over copyright infringement. GamesRadar+ (англ.). Процитовано 17 липня 2025.
319. ↑  Ji-hye, Jun (25 травня 2018). PUBG takes US game firm to court. The Korea Times (англ.). Архів оригіналу за 26 червня 2025. Процитовано 17 липня 2025.
320. ↑  Lanier, Liz (27 червня 2018). PUBG Corp. Dropped Lawsuit Against ‘Fortnite’ Creators. Variety (амер.). Процитовано 17 липня 2025.
321. ↑  Webster, Andrew (13 серпня 2020). Epic offers new direct payment in Fortnite on iOS and Android to get around app store fees. The Verge (амер.). Архів оригіналу за 20 серпня 2020. Процитовано 1 серпня 2025.
322. ↑  Announcing Epic direct payment on mobile. Epic Games' Fortnite (англ.). Архів оригіналу за 27 квітня 2022. Процитовано 20 квітня 2022.
323. ↑  Коваленко, Олена (31 серпня 2020). Apple видалила акаунт розробника Fortnite з App Store. УНІАН (укр.). Архів оригіналу за 27 квітня 2022. Процитовано 27 квітня 2022.
324. ↑  ІТ-бізнес vs Apple: конфлікт з Epic Games. EVERLEGAL (укр.). 02 листопада 2020. Процитовано 20 квітня 2022.
325. ↑  Андрейковець, Костя (22 вересня 2021). Голова Epic Games звинуватив Apple у бані гри Fortnite на час судових розглядів. Бабель (укр.). Архів оригіналу за 27 квітня 2022. Процитовано 27 квітня 2022.
326. 1 2  Мамзуренко, Олександр (10 вересня 2021). 📲 Epic Games виграла судову суперечку проти Apple (насправді ні). Na chasi (укр.). Архів оригіналу за 10 вересня 2021. Процитовано 20 квітня 2022.
327. ↑  Андрейковець, Костя (9 грудня 2021). Apple добилася відстрочки на зміни в App Store у справі проти студії Epic Games. Бабель (укр.). Архів оригіналу за 27 квітня 2022. Процитовано 20 квітня 2022.
328. ↑  Holt, Kris (24 квітня 2023). Apple wins appeals court ruling against Epic Games. Engadget (англ.). Архів оригіналу за 26 грудня 2024. Процитовано 25 грудня 2024.
329. 1 2  Scarcella, Mike (3 липня 2023). Apple to ask US Supreme Court to undo App Store order in Epic Games case. Reuters (англ.). Процитовано 25 грудня 2024.
330. 1 2  Chung, Andrew (16 січня 2024). US Supreme Court snubs Apple-Epic Games legal battle. Reuters (англ.). Архів оригіналу за 21 січня 2024. Процитовано 25 грудня 2024.
331. 1 2  Wales, Matt (17 січня 2024). Epic's Tim Sweeney pledges more legal action as US Supreme Court rejects Apple lawsuit appeals. Eurogamer (англ.). Архів оригіналу за 26 грудня 2024. Процитовано 25 грудня 2024.
332. ↑  Pierce, David (25 січня 2024). Apple is bringing sideloading and alternate app stores to the iPhone. The Verge (англ.). Архів оригіналу за 26 грудня 2024. Процитовано 25 грудня 2024.
333. ↑  Kastrenakes, Jacob (25 січня 2024). Epic intends to launch its game store — and Fortnite — on iOS. The Verge (англ.). Процитовано 25 грудня 2024.
334. ↑  Shajko, Ken Daly, Patrick J. Harrison, Monika Zdzieborska, Alex Harper, Fiona (28 травня 2024). The Digital Markets, Competition and Consumers Act is Approved: Key Things to Know About the UK’s New Competition and Consumer Powers. Sidley's Data Matters (англ.). Процитовано 25 грудня 2024.
335. ↑  Wales, Matt (24 травня 2024). Epic says it's bringing Fortnite and the Epic Games Store to iOS in the UK next year. Eurogamer (англ.). Процитовано 25 грудня 2024.
336. ↑  Koepp, Brent (23 липня 2025). 'Fortnite' iOS Release Is Delayed Indefinitely in the U.K. VICE (амер.). Процитовано 30 липня 2025.
337. ↑  Wales, Matt (17 січня 2024). Epic's Tim Sweeney pledges more legal action as US Supreme Court rejects Apple lawsuit appeals. Eurogamer (англ.). Процитовано 30 липня 2025.
338. ↑  Davis, Wes (13 березня 2024). Epic asks judge to enforce the Apple App Store injunction. The Verge (амер.). Процитовано 30 липня 2025.
339. 1 2 3  Peters, Jay (30 квітня 2025). A judge just blew up Apple’s control of the App Store. The Verge (амер.). Процитовано 30 липня 2025.
340. 1 2 3  Leswing, Kif (30 квітня 2025). Apple says it will appeal after court finds company, executive lied under oath in Epic Games trial. CNBC (англ.). Процитовано 30 липня 2025.
341. ↑  Moon, Mariella (1 травня 2025). Court orders Apple to stop collecting fees for purchases made outside the App Store. Engadget (амер.). Процитовано 30 липня 2025.
342. ↑  Bonk, Lawrence (9 травня 2025). Epic has submitted Fortnite to the US App Store. Engadget (амер.). Процитовано 30 липня 2025.
343. ↑  Moon, Mariella (17 травня 2025). Epic wants the court to compel Apple to approve Fortnite's return to the US App Store. Engadget (амер.). Процитовано 30 липня 2025.
344. ↑  Leswing, Kif (4 червня 2025). Court denies Apple appeal in Epic Games case, keeping App Store changes in place. CNBC (англ.). Процитовано 30 липня 2025.
345. ↑  Feiner, Lauren; Leswing, Kif (6 листопада 2023). Google faces off with Epic Games as it enters its second antitrust trial in two months. CNBC (англ.). Архів оригіналу за 5 лютого 2024. Процитовано 27 липня 2025.
346. 1 2 3  Grant, Nico (12 грудня 2023). Google Loses Antitrust Court Battle With Makers of Fortnite Video Game. New York Times (англ.). Архів оригіналу за 9 лютого 2024. Процитовано 27 липня 2025.
347. 1 2  Hollister, Sean (12 грудня 2023). Epic win: Jury decides Google has illegal monopoly in app store fight. The Verge (англ.). Архів оригіналу за 12 грудня 2023. Процитовано 25 грудня 2024.
348. ↑  Leswing, Kif (7 жовтня 2024). Google ordered to open Android app store in Epic Games trial. CNBC (англ.). Архів оригіналу за 9 жовтня 2024. Процитовано 1 серпня 2025.
349. ↑  Campbell, Evan (8 жовтня 2024). Epic Games Wins Case To Open Up Android Store, But Google Is Appealing. GameSpot (амер.). Архів оригіналу за 9 жовтня 2024. Процитовано 1 серпня 2025.
350. 1 2  Hollister, Sean (31 липня 2025). Epic just won its Google lawsuit again, and Android may never be the same. The Verge (амер.). Архів оригіналу за 31 липня 2025. Процитовано 1 серпня 2025.
351. ↑  Support Humanitarian Relief for Ukraine. Epic Games' Fortnite (англ.). Архів оригіналу за 16 квітня 2022. Процитовано 20 квітня 2022.
352. ↑  Борисіхіна, Кіра (5 квітня 2022). Творці Fortnite зібрали $144 млн на гуманітарну допомогу Україні. NV (укр.). Архів оригіналу за 22 квітня 2022. Процитовано 20 квітня 2022.